# Quimbois
Le quimbois (kenbwa en créole guadeloupéen, tjenbwa en créole martiniquais, dominiquais et saint-lucien, et tchenbwa en créole guyanais) est un terme générique désignant un ensemble de croyances et de pratiques magico-religieuses présentes en Guadeloupe, à la Dominique, à la Martinique, à Sainte-Lucie et en Guyane. Ces traditions sont issues du syncrétisme entre les traditions amérindiennes, européennes, africaines  et plus tardivement hindoues. Le quimbois est souvent comparé au vaudou à Haïti, à la santería ou au palo monte à Cuba, au candomblé ou à la quimbanda au Brésil, et à l'obeah des Antilles anglophones.

## Définir le quimbois: entre magie, médecine et religion

### Aire géographique

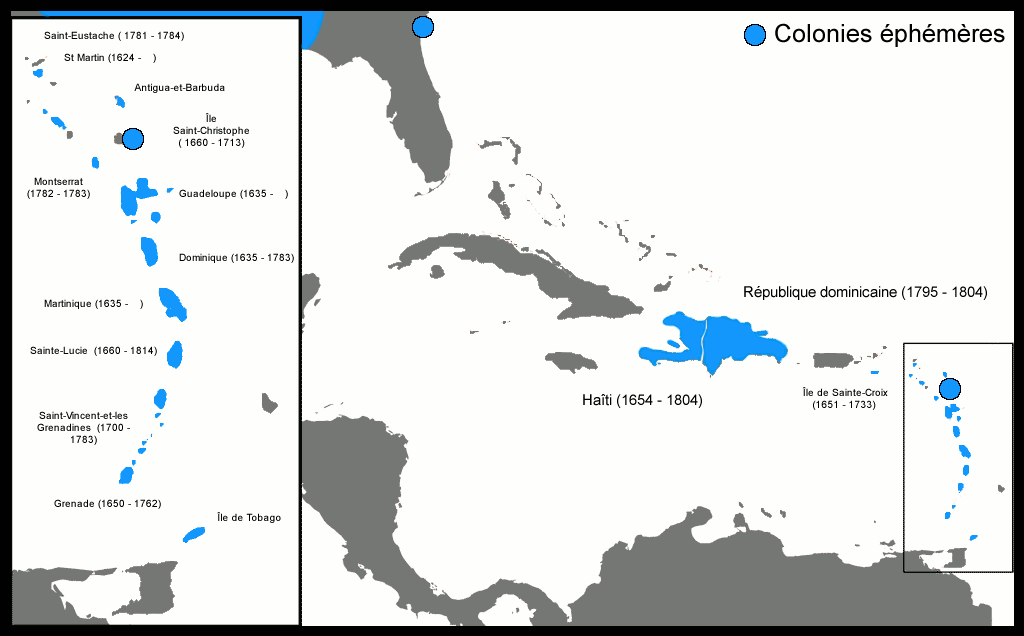
Carte de la Mer des Caraïbes. Les anciennes colonies françaises y figurent en bleu.

Le quimbois s'est historiquement développé en Guyane, en même temps, dans les Petites Antilles, en Guadeloupe et en Martinique, et est encore présent dans les nations insulaires comme la Dominique et Sainte-Lucie . Dans les îles où la colonisation française a été suivie d'une période de colonisation britannique, les pratiques magico-religieuses créoles sont aussi désignées sous le nom d'obeah.
Dans le cas précis de la Dominique et de Sainte-Lucie (et dans une moindre mesure à Tobago), obeah et quimbois recouvrent un phénomène sensiblement identique, rassemblant des pratiques variées et dont les influences sont multiples. On peut donc utiliser l'un ou l'autre des deux termes, selon le contexte. Cette équivalence ne s'applique pas aux autres îles colonisées par les Britanniques (Jamaïque, Barbade, Grenade, Saint-Christophe, etc.).
À Sainte-Lucie, l'obeah coexiste avec un autre système magico-religieux, le Kélé, plus récent et donc plus structuré, importé par des engagés yoruba (appelés vulgairement djiné ou nèg-djiné, c'est-à-dire « nègres-Guinée ») dans la deuxième moitié du XIXe siècle.

### Origine étymologique
L'étymologie la plus répandue associe le quimbois à la formule « tiens, bois », prononcée en faisant boire un traitement à un malade,. Certaines sources attribuent cette formule au père Jean-Baptiste Labat,, un prêtre et botaniste français, « esclavagiste défenseur du système colonial », parti comme missionnaire aux Antilles à la fin du XVIe siècle. 
Toutefois, une autre hypothèse retenue par l'ethnobotaniste martiniquais Emmanuel Nossin, ainsi que par d'autres universitaires antillais, associe plutôt le quimbois aux akamboué, c'est-à-dire aux esprits des ancêtres chez les amérindiens Kalinagos,,. 
On peut aussi citer les hypothèses d'une origine étymologique bantoue : kimbwa ou kim boa, qui désignerait l'esprit tutélaire d'un lignage en Afrique centrale et xikwembu [ts], qui serait la traduction de Dieu ou des esprits ancestraux dans plusieurs langues bantoues d'Afrique australe (notamment en xitsonga ou xironga),. 

### Magie ou religion?
Comme dit plus haut, le quimbois des Petites Antilles est couramment assimilé aux religions afro-caribéennes telles que le vaudou haïtien, la santería cubaine ou le candomblé brésilien. Pourtant, toutes ces religions présentent des caractéristiques communes, dont le quimbois est dépourvu : un culte dédié à un panthéon de divinités ancestrales (lwa à Haïti, orishás à Cuba, orixás au Brésil, ...), ainsi que des sociétés initiatiques chargées d'organiser les cultes et d'initier les nouveaux adeptes (ougan, manbo et bòkò à Haïti, santero, santera et babalawo à Cuba, etc.). S'il existe bien des obeamen et des quimboiseurs dans les Petites Antilles, la grande hétérogénéité et la grande porosité de leurs pratiques ne permet pas d'imaginer qu'ils soient organisés autour de sociétés initiatiques, à l'image de celles retrouvées dans les Grandes Antilles. De ce fait, on ne peut pas considérer le quimbois comme une religion afro-caribéenne à part entière, mais plutôt comme un ensemble de croyances populaires et de pratiques magiques individuelles qui subsistent au sein d'un environnement religieux essentiellement chrétien (les principaux courants étant le catholicisme et l'adventisme). Mais comment expliquer alors cette différence entre, d'un côté, d'anciennes colonies comme Cuba, Haïti ou le Brésil qui ont su préservé des cultes afro-caribéens collectifs, et de l'autre, des îles comme la Martinique ou la Guadeloupe, qui en sont dépourvus ?

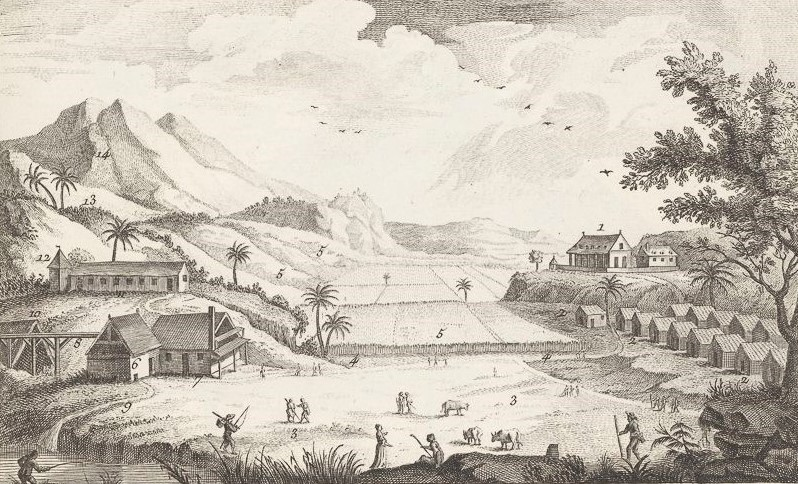
Une habitation sucrière coloniale aux Antilles : on y distingue la grand-case (maison du béké) en haut à droite, surplombant la rue cases-nègres (habitations des esclaves) et les champs de canne à sucre ; à noter que dans cette représentation idéalisée des plantations, le travail forcé des esclaves n'est pas montré.

La première explication tiendrait à la taille des colonies. En effet, que ce soit à Haïti, à Cuba ou au Brésil, la grande superficie de la colonie permettait aux esclaves en fuite de constituer de larges communautés repliées dans les montagnes, où les fugitifs étaient libres de pratiquer et d'organiser leur religion. Ce phénomène, appelé « grand marronnage », a certes existé dans les Petites Antilles, mais est resté beaucoup plus limité. Un exemples marquant de grand marronnage dans les Petites Antilles francophones est la formation du camp des « Kellers » dans le massif volcanique des Mamelles, en Guadeloupe, vers la fin du XVIIIe siècle. Ce regroupement aurait sans doute compté plusieurs centaines d'esclaves en fuite, organisés en quartiers, et pratiquant l'agriculture, l'artisanat et le pillage d'habitations voisines. Néanmoins, de telles communautés restent rares en Martinique et en Guadeloupe, où la plupart des activités de marronnage consistent en des initiatives individuelle, ou bien concernent des bandes d'une vingtaine de fugitifs (« petit marronnage »).
Une deuxième explication serait liée à l'histoire de la traite transatlantique. A partir du XVIIIe siècle, l'activité sucrière à Saint-Domingue (future Haïti) s'intensifie à un point tel que la colonie capte la majeure partie des opérations de traite transatlantique, au détriment de la Martinique et de la Guadeloupe. En conséquence, dès la première moitié du XVIIIe siècle, les esclaves créoles (nés dans les colonies) deviennent majoritaires dans les plantations. À l'inverse, à Haïti, ce sont les esclaves bossales (c'est-à-dire nés en Afrique) qui restent majoritaires, conduisant probablement à une diffusion plus importante de pratiques animistes dans la culture haïtienne. Par ailleurs, il n'est pas anodin de rappeler qu'Haïti a pris son indépendance dès 1802, ce qui a conduit à deux phénomènes : d'une part le vodou s'est considérablement structuré et propagé au moment-même de la révolution haïtienne, puisque de nombreux prêtres et prêtresses vodou ont contribué à organiser l'insurrection contre le système colonial ; d'autre part, en prenant son indépendance dès le début du XIXe siècle, Haïti échappe partiellement aux politiques assimilationnistes qui ont été entreprises en Martinique et en Guadeloupe par l'Église et par l'Etat, du XIXe au XXe siècle.

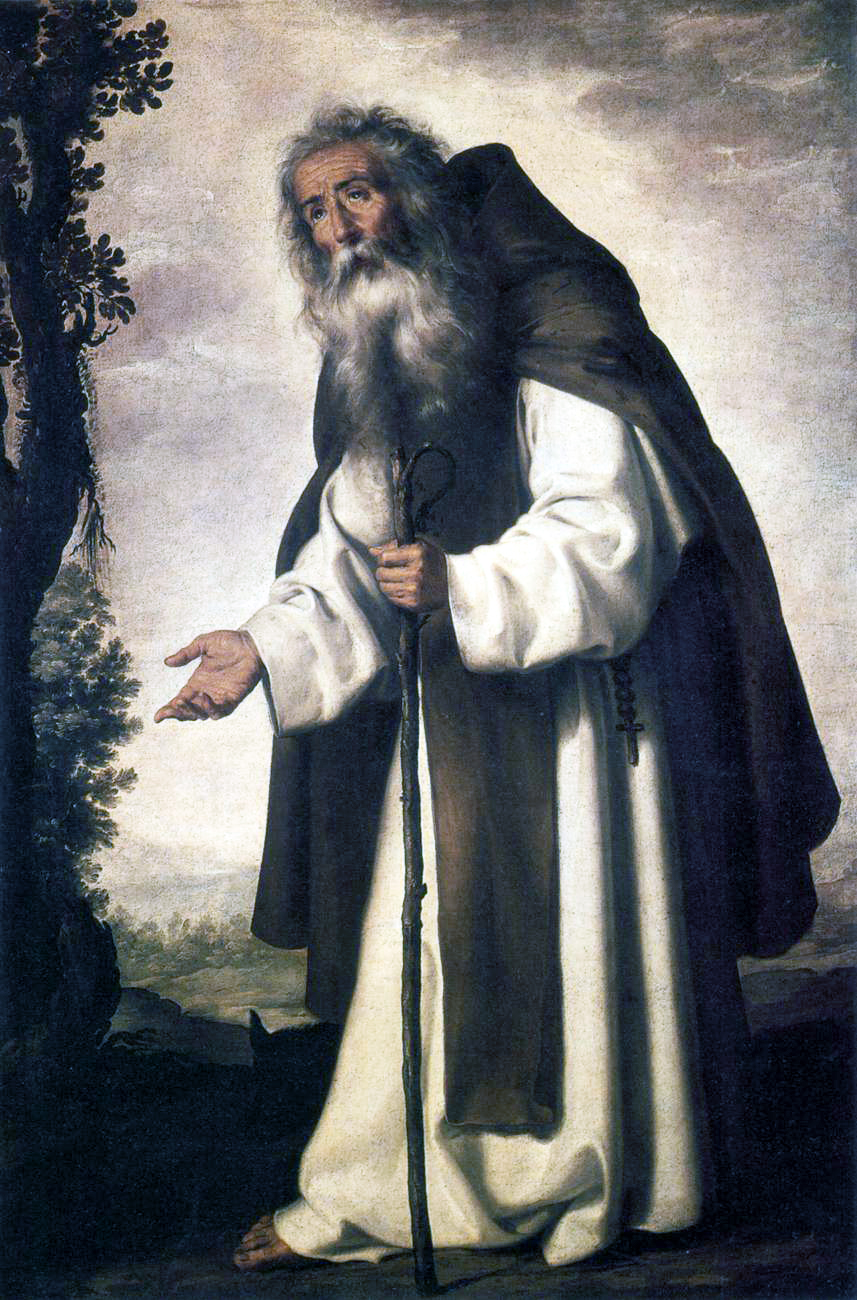
Saint-Antoine est assimilé à Papa Legba dans le vodou haïtien : il joue un rôle d'esprit intercesseur, maître des carrefours et protecteur du foyer

En somme, face à la pression coloniale, les esclaves de Martinique et de Guadeloupe, ainsi que leurs descendants, n'ont pas réussi à créer de culte organisé durable à l'image du vaudou haïtien. À défaut de pouvoir vivre pleinement leurs diverses pratiques animistes et panthéistes, ils ont été contraints de les incorporer dans leur façon de vivre le christianisme. On pourrait définir le quimbois comme un système de croyances et de pratiques magiques qui prend sa source dans ce que l'anthropologue Catherine Benoît appelle un « christianisme païen » (également qualifié par Raphaël Confiant de « catholicisme négrifié »). Comme dans les territoires islamisés ou christianisés d'Afrique subsaharienne, l'animisme subsiste et compose avec le monothéisme dominant. Cet animisme chrétien se manifeste dans plusieurs aspects du quotidien. On peut citer par exemple la transe des quimboiseurs qui se font possédés par les saints catholiques pour répondre aux interrogations de leurs consultants, la reviviscence des ancêtres pendant la nuit de la Toussaint ou encore la figure de Sainte-Radegonde, gardienne des cimetières (ce rôle ne lui est attribué qu'aux Antilles), qui n'est pas sans rappeler l'òrìṣà Ọya, originaire du Nigeria et vénéré jusqu'au Brésil (sous le nom de Iansã) en passant par Cuba.
On peut fortement supposer que derrière les saints catholiques honorés dans les Petites Antilles se cachent certains traits de divinités africaines ou caribéennes, comme c'est le cas dans les Grandes Antilles et au Brésil.
| Haïti                                                       | Haïti                          | Afrique de l'Ouest             | Afrique de l'Ouest           | Description |
| ----------------------------------------------------------- | ------------------------------ | ------------------------------ | ---------------------------- | --- |
| Saints chrétiens assimilés aux Lwa                          | Lwa (vaudou haïtien)           | Vodùn (royaume fon du Danhomè) | Òrìṣà (royaume yoruba d'Oyo) | Description |
| Saint-Antoine, Saint-Pierre                                 | Papa Legba                     | Legba                          | Eṣu Elegbara                 | Divinité masculine (généralement représentée avec un phallus en érection chez les Fons), intermédiaire entre le monde visible et invisible, maître des carrefours, à la fois bénéfique et capricieuse (a longtemps été associée au diable par les missionnaires chrétiens) Couleurs : rouge et noir |
| Saint-Jean-Baptiste                                         | Ogou Tonnè                     | Hèvioso / Sogbo                | Ṣango                        | Esprit de la justice, de la foudre et du feu Couleurs : rouge et blanc |
| Saint-Jacques, Saint-Michel                                 | Ogou Feray                     | Gou                            | Ogun                         | Esprit de la guerre et du métal Couleurs : rouge, parfois vert (santería) |
| Saint-Ulrich                                                | Agwé                           | Agbe / Hu                      | Olóòkun                      | Divinité des océans (genre variable selon les régions, parfois masculin, parfois féminin, voire androgyne) |
| Notre-Dame de l'Asomption                                   | La Sirèn                       | Mami Wata                      | Mami Wata                    | Divinité féminine des océans, son culte semble relativement récent, et extrêmement répendu, de la Côte d'Ivoire au Congo, jusqu'aux Caraïbes (elle pourrait être un mélange des divinités aquatiques féminines des différentes sociétés où son culte s'est implanté)                                |
| Sainte Vierge Mater Dolorosa et Vierge Noire de Częstochowa | Ezili Freda et Ezili Dantò     | Azili                          | Yemọja / Oṣun                | Esprit des eaux, de la féminité, de la maternité, de l'amour et de la fertilité |
| Sainte-Radegonde                                            | Baron Samedi et Maman Brigitte |                                | Ọya                          | Esprit du vent, gardienne des cimetières (associée au feu dans le candomblé) |
| Saint-Patrick                                               | Damballa Wedo et Ayida Wedo    | Dan-Ayido-Hwedo                | Oṣunmare                     | Esprit de l'arc-en-ciel et du python, incarnant la prospérité, la richesse, la sagesse et la connaissance |
| Saint-Joseph                                                | Papa Loko                      | Loko                           | Iroko                        | Esprit de la nature végétale, patron des guérisseurs |

### Un modèle explicatif de la maladie
À l'instar de nombreuses religions ou croyances magico-religieuses, le quimbois constitue un système de croyances ancré dans la maladie et le soin. Plus précisément, le quimbois joue un rôle dans la mise en sens de la maladie : pourquoi ? pourquoi moi ? pourquoi maintenant ? Prenant ses racines dans l’histoire et la culture créole antillaise, le quimbois constitue un modèle explicatif de la maladie, construit autour d’une représentation particulière de l’individu (son identité, son corps et les forces qui l’animent) et de sa place dans son environnement social,. À ce modèle explicatif correspond une prise en charge spécifique, qui associe au traitement effectif de la maladie (le principe actif, issu de la pharmacopée traditionnelle) une charge symbolique (rituels ou objets-forts) censée activer ou renforcer l’efficacité du médicament. Cette synergie entre l'effectif et le symbolique agirait psychiquement sur le patient dans le but de le préparer intégralement à la guérison.
Le modèle explicatif du quimbois et les représentations que nous avons évoquées prennent leurs sources dans les diverses influences qu’a connu la société antillaise au cours de son histoire : influences caraïbes, ouest-africaines, bantoues, européennes, puis indiennes. Si l'on se réfère aux multiples travaux anthropologiques entrepris en Afrique de l’ouest et en Afrique central, on constate que le champ de la maladie est bien souvent découpé en deux catégories de maux :
1. les maladies naturelles, ou « maladies de Dieu », qui sont les plus communes et qui se traitent facilement à condition d’utiliser les bonnes plantes ou les bons réajustements dans le mode de vie. Soigner ces maladies nécessite un premier niveau de connaissance axé sur la clinique et la pharmacopée.
2. les maladies surnaturelles, échappant aux traitements habituels, ou sévères d’emblée, qui sont attribuées à des déséquilibres entre le malade et son environnement social et spirituel (conflit social conduisant à de la sorcellerie, conflit avec les morts ou avec des génies conduisant à des phénomènes de possession, etc.). C’est dans cette catégorie qu’entre en jeu le magico-religieux, et c’est à ce niveau qu’intervient un groupe bien spécifique de guérisseurs initiés (le nganga kongo, le bokonon fon, le babalawo yoruba, le saltigi seereer, etc.).

Comme dit plus haut, c’est sans doute à la croisée des traditions médicales amérindiennes et africaines que s’est construite la médecine traditionnelle antillaise. Et ce n'est probablement pas un hasard si l'on retrouve dans la conception martiniquaise ou guadeloupéenne traditionnelle de la maladie, les deux grands cadres de maladies que nous venons de décrire dans les sociétés subsahariennes :
- D’un côté, les maladies naturelles associées aux phénomènes de refroidissement (grip, bwonchit, plirezi, etc.) ou de réchauffement du corps (lanflamasyon, albimin sek, tensyon, etc.), et auxquelles on peut répondre par l’absorption d’infusions ou de décoctions adéquates[31]. Concernant ces traitements, on parlera de « thé » (dité) pour lutter contre les maladies liées au refroidissement, et de « tisane » (tizann) pour traiter les affections liées à un échauffement[1],[32].

- D’un autre côté, les affections d'une particulière gravité, persistant malgré le traitement, ou échappant à tout diagnostic sont facilement attribuable à un mal voyé, c'est-à-dire un mal jeté par une tierce personne, par le biais d'un envoûtement (paquet, charme, poison, etc.)[17]. Ces maladies, qui témoignent d'un conflit social qu'il convient d’identifier puis de résoudre[33], peuvent requérir l'avis d'un guérisseur.

Imaginez qu'une personne tombe malade. La première explication est alors qu'on lui a fait du mal. On accusera alors la voisine, ou la maîtresse de son mari. Une fois cette cause déterminée, on ira voir le quimboiseur ou le guérisseur. Celui-ci peut jeter des sorts ou les annuler. (Témoignage recueilli par Geneviève Lacroix)
Dans la société antillaise contemporaine, le système de soin construit autour du quimbois coexiste avec deux autres systèmes : la biomédecine, qui semble être le modèle dominant, et le clergé catholique ou adventiste.

## Pratiques et rituels

### Le quimboiseur: acteur principal du quimbois antillais
En tant que magie, le quimbois est la discipline du « quimboiseur » (tjenbwazè en Martinique, et kenbwazè en Guadeloupe). Le nom de quimboiseur fait expressément référence à une personne ayant des aptitudes à manipuler les forces invisibles, qu'elle soit au service de la communauté ou de ses intérêts personnels. Mais d'autres noms peuvent être utilisés pour parler des praticiens du quimbois.
En Martinique, on utilise parfois les noms de seyansié (« séancier »), sòsié (« sorcier »), manntò (« mentor »), fò (« fort ») ou bien meltjò (« Melchior »),. En Guadeloupe, on parlera plutôt du gadézafè ou gadèdzafè (c'est-à-dire le « voyant » ou le « devin », littéralement « regardeur d'affaires »). En Guyane, il est appelé gadò. En revanche, ceux qui sont considérés comme de simple charlatan seront plutôt appelés manyétizè, mistinè, manti-mantè ou machann kakwè. Le doktèfey (ou « docteur-feuilles ») quant à lui, est un spécialiste de la pharmacopée traditionnelle, à l'image du medsenfey (médecin-feuille) haïtien.
Quel que soit son nom, le quimboiseur est avant tout un « maître de la connaissance », les anciens parlaient de détenteur de « la science » c'est-à-dire qu'il est celui qui déchiffre ce qui n'est pas immédiatement compréhensible : il ne lit pas l'avenir, il transforme ce qui est indéchiffrable à l'esprit humain en connaissance. C'est une personnalité importante dans le processus de création du sens, par la parole, le chiffre, ou l'écriture. Il est, à l'instar du dieu Thot / Djehouty antique, interprète des dieux, il est détenteur de la connaissance et il a le devoir de la diffuser. On le consulte par exemple, parce qu'il sait comment s'adresser aux dieux, surtout lorsqu'il faut prendre une décision importante, lorsque l'avenir semble bouché, ou lorsqu'on se trouve à la « croisée des chemins ou katchimen/twachimen, le carrefour dans le vodou haïtien ».
En pratique, le quimboiseur occupe une position sociale ambivalente. Considéré comme le détenteur de savoirs et de pouvoirs inaccessibles aux profanes, il est à la fois sollicité pour résoudre les situations les plus inextricables, mais peut aussi inspirer la peur, la méfiance et le rejet. Cette ambivalence du personnage rappelle le statut du bokò à Haïti et du palero à Cuba.

### Divination et intercession avec les esprits
Il est difficile de caractériser avec précision le « travail » du quimboiseur, et cela pour deux raisons principales. La première est que peu de quimboiseurs acceptent de se livrer aux anthropologues. La deuxième est qu'il n'existe pas dans le quimbois de système d'initiation, à la différence du vodou haïtien ou du palo cubain. Chaque quimboiseur développe ses propres pratiques en toute autonomie et en totale liberté. De ce fait, il est impossible même pour les anthropologues les plus chevronnés de tenter de modéliser une cosmogonie, une mythologie, une spiritualité, ni même une déontologie commune, partagée entre les différents praticiens. Ceci étant dit, certains anthropologue ont tout de même tenté de décrire certaines caractéristiques récurrentes.

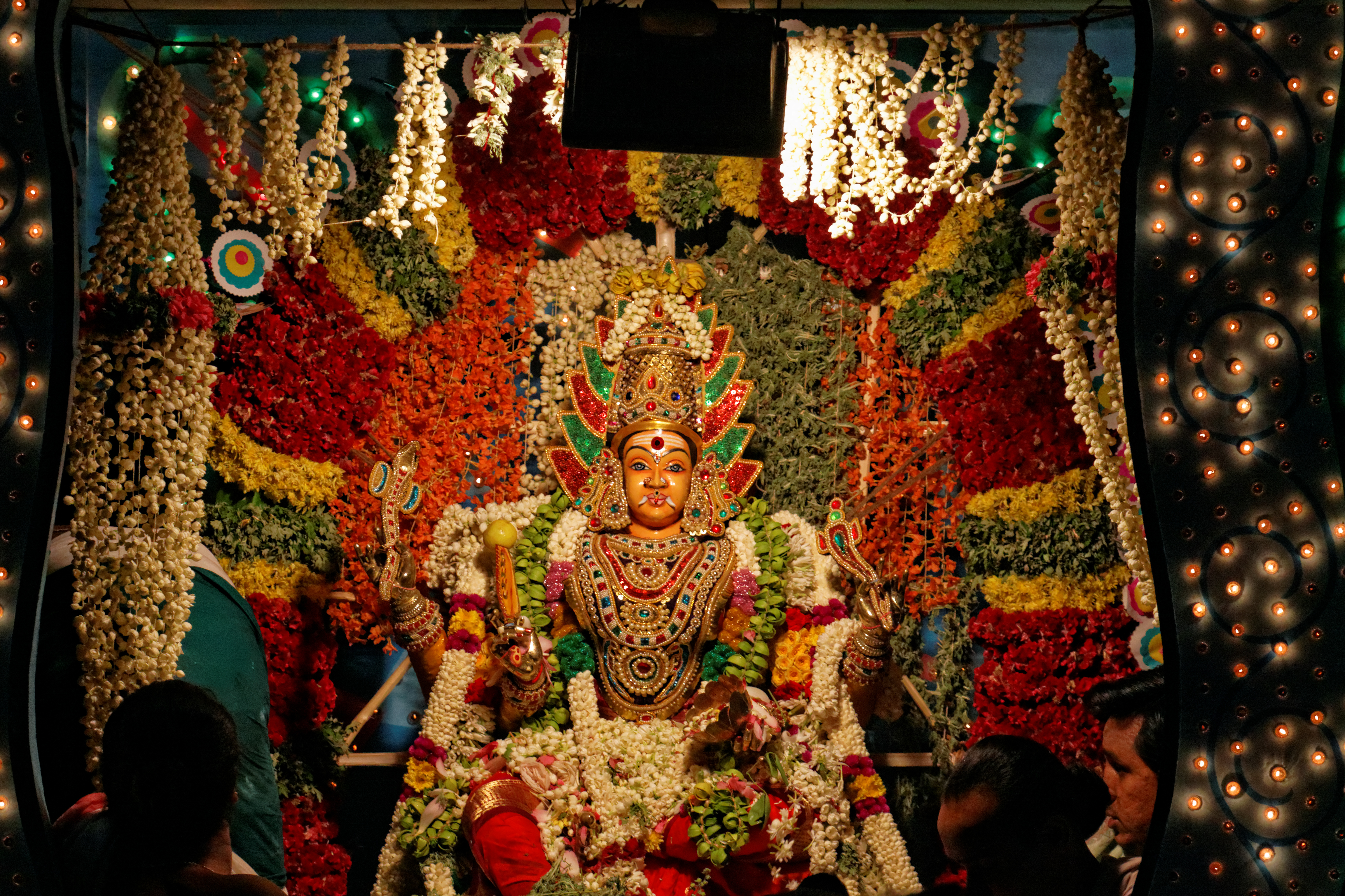
La déesse hindoue Mariamman, appelée Malienmen dans les Petites Antilles francophones

Le quimboiseur a la réputation de pouvoir communiquer avec le monde invisible, le « Monde-autre »,, et joue donc un rôle d'intermédiaire entre la communauté, les ancêtres et les forces invisibles. Cette faculté implique généralement la possession par des esprits, ce qui pourrait rapprocher le quimboiseur aussi bien des traditions chamaniques amérindiennes que des prétentions des médiums occidentaux. Toutefois, cette possession ne doit pas être confondue avec la transe que l'on retrouve notamment dans le vodou (ouest-africain ou haïtien) et dans le palo cubain, qui se réalise dans un cadre collectif (plusieurs initiés doivent être présents : les percussionnistes, indispensables au rituel, mais aussi celui ou celle qui va décrypter le langage corporel et verbal de la personne possédée) et qui nécessite une initiation spécifique. À l'image du syncrétisme de la société créole antillaise, bon nombre de quimboiseurs revendiquent une capacité à être possédé non seulement par les saints catholiques, mais aussi par les divinités hindoues (en particulier Mariamman, très populaire aux Antilles sous le nom de Malienmen), par Bouddha, etc.

Concernant l'art divinatoire du Ifá (appelé Fa au Bénin et au Togo), originaire du pays Yoruba, sa diffusion en Haïti ou à Cuba ne semble pas avoir d'équivalent décrit dans les Petites Antilles.

Bien qu'il n'existe pas de culte de possession afro-américain à la Guadeloupe [et à la Martinique], le voyant guérisseur, dit « quimboiseur » ou « gadèdzafè », lors de séances privées est possédé par des entités qu'il appelle, c'est là une des expressions principales de son don et de sa compétence. L'officiant commence chaque consultation en récitant un « Notre Père » et un « Je vous salue Marie » et parfois un « Je crois en Dieu ». Cette première séquence, importante et obligatoire, vise à garantir au consultant que le guérisseur travaille avec les saints, soit les forces du Bien, et qu'il ne sera pas possédé et débordé par des entités maléfiques : Satan et les diables. (Christiane Bougerol, 1993)

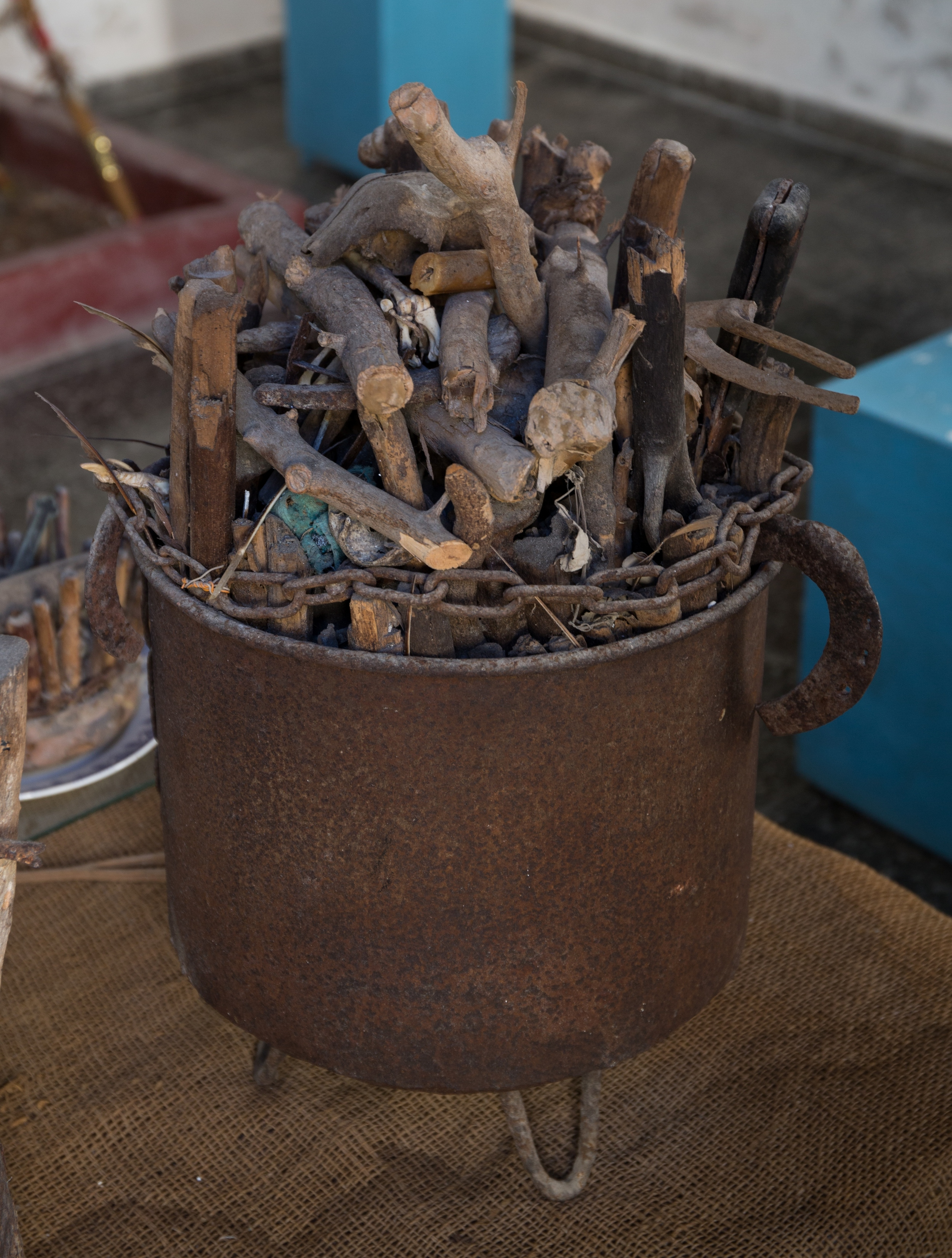
Exemple de nganga utilisée dans le palo monte à Cuba

Dans son enquête sur le quimbois martiniquais publiée dans les années 1950, Eugène Revert reprend le témoignage du Père Breton, un prêtre missionnaire ayant étudié les coutumes amérindiennes au début de la colonisation de la Martinique par les Français. Celui-ci décrit la manière avec laquelle le « boyé » ou le « piaïe », c'est-à-dire le guérisseur, « fouillant la terre où ils savent qu’il y a quelqu’un d’enterré, ils en tirent des os ou du poil du trépassé, le mettent dans une calebasse qu’ils bouchent de coton, et les diables leur parlent par ces os ou cheveux… ». Cette description est à prendre avec précaution, vu les nombreux biais d'interprétation que l'on imagine de la part d'un prêtre catholique à cette époque. Néanmoins, le thème de la calebasse renfermant les ossements d'un défunt pour communiquer avec les ancêtres n'est pas sans rappeler la nganga (aussi appelée casuela - « marmite », caldero - « chaudron », ou prenda - « chère »), utilisée dans le palo monte à Cuba. La nganga est l'outil principal du palero. C'est un petit chaudron à l'intérieur duquel sont incarnés à la fois une divinité ancestrale (le nkisi) et un défunt (le nfumbi), avec lesquels le palero a scellé une alliance. Pour permettre au nkisi et au nfumbi de prendre corps dans la nganga, cette dernière doit contenir une multitude d'éléments : des os, ongles ou cheveux appartenant au nfumbi, la signature du nkisi (la firma) et sa pierre (la matari), des branches de bois (les palos), un tronçon de bambou, des condiments alimentaires, des liquides biologiques animaux, etc,...
Il n'est pas impossible que certains quimboiseurs aient eu recours à des pratiques voisines de celles des paleros que l'on rencontre à Cuba. Néanmoins, l'utilisation d'un objet dont la confection obéit à des règles aussi strictes et complexes que la nganga cubaine ne semble pas avoir été décrite par aucune autre étude ni par aucun témoignage, que ce soit en Guadeloupe ou en Martinique.

### Envoûtements (tjenbwazaj)

#### Le paquet
Au sens strict, on appelle « quimbois » un sortilège se matérialisant sous la forme d'un paquet, également appelé montaj (« montage »). Ces paquets peuvent aussi être appelés piyay, ou dawa,. Le mot piyay provient vraisemblablement de la langue arawak, où il désigne le chaman. D'ailleurs, le piyay n'est pas sans rappeler le pajé que l'on retrouve chez les Tupis et les Guaranis du Brésil. Le mot dawa, quant à lui, est probablement dérivé des langues bantoues, dans lesquelles il désigne une infusion aux propriétés magiques et médicinales. Selon Lydia Cabrera, anthropologue cubaine, ce terme serait aussi présent à Cuba, et dans l'ensemble du monde créole, des Antilles à l'océan indien[réf. nécessaire].
Les paquets sont composés de divers éléments inertes (vaisselle, cordages, métal, bouteilles, poterie, etc.) et organiques (bois, herbes, épices, animaux morts : crapauds, coq, etc.). Le quimboiseur les place là où la personne passera (par exemple devant sa porte). Si la personne l'enjambe, elle tombe sous l'emprise de l'envoûtement. Les lieux de prédilections pour déposer un quimbois sont donc les carrefours, les marchés, les entrées des maisons ou des institutions.
Il est tentant de faire un rapprochement entre le quimbois et le wanga haïtien (aussi appelé paket-kongo (en)), composé également de divers élément rassembler à l'intérieur d'un tissu cousu, et permettant de matérialiser un sortilège.
Diverses méthodes existent pour se débarrasser d'un quimbois. Certaines impliquent un certain nombre d'incantation et de tracés symboliques, d'autres consistent plus prosaïquement à utiliser de l'urine et de l'eau de mer citronnée avant de brûler l'objet.

« Une servante de Fort-de-France trouva un matin, à l’extrémité du caniveau par où s’évacuent les eaux ménagères à la rue, un paquet d’aspect bizarre, et qui de toute évidence y avait été volontairement introduit. Il s’agissait de deux morceaux d’assiettes creuses ficelés l’un contre l’autre et contenant un amas de viandes putréfiées et d’épices violents. Ni la bonne, ni la patronne n’osaient y toucher. On fit venir une femme au courant de toutes les questions de conjuration. Elle demanda du pétrole, le répandit sur le paquet, de l’urine et s’y lava les mains, enleva le quimbois qu’elle porta au milieu de la cour, plongea encore ses mains dans l’urine, versa dans le caniveau de l’eau salée et citronnée. Puis elle alla mettre le feu au quimbois en allumant des journaux, après avoir prononcé une conjuration. Enfin, elle annonça qu’elle reviendrait dans la soirée chercher les deux morceaux d’assiettes noircis, pour les jeter dans la mer où la purification s’achèverait. »

— Eugène Revert, 1951
Une cuillère retournée contre le sol peut aussi servir, mais pour porter chance ou résoudre une affaire.

#### Les charmes
Les quimboiseurs sont sollicités pour divers type d'intervention, et notamment pour résoudre des affaires sentimentales. Ils disposent pour cela de multiples outils, tels que les philtres d'amour, les incantations pour garder un homme ou une femme, ou encore les dwogakoké (aphrodisiaques) à base de bois bandé, de lambi macéré dans le rhum et le miel, de gros thym, etc...
Charme à l'odeur : Vous achetez cinquante centimes escensse mousseline [essence de mousseline], mètre salivre le motin avec personne [mettez-y votre salive le matin avant de voir personne] pendant trois jours, la crosse [la crasse] au bas de votre bras gauche, la crosse dans milieu de votre tête, la crosse au bas de votre pied droit, puis vous laissez la composition à la trompe [à macérer] pendant sept jours, de là vous achetez une mouchoir sur le nom de la personne et vous possez [passez] au vent de la personne pour qu'elle puisse expirer [respirer] cette odeur, elle sera à vous. (Extrait du « Cahier de quimbois » du Lorrain, retranscrit et annoté par Eugène Revert, 1951)

### Protections

#### Lespwotèjman
Aussi appelé gad-kò (garde-corps) en Guadeloupe, le pwotèjman désigne tout type de talisman confectionné par un quimboiseur.

#### Legran débarasé
Le rituel du gran débarasé dans les pratiques magico-religieuses antillaises est souvent destiné à reprendre possession d'un lieu d'habitation après qu'il a été souillé par des ondes ou des personnes négatives qui viennent de se disperser. Il débute en général le vendredi, se poursuit le samedi et s'achèvent le dimanche.
Les trois phases successives comportent pour chaque jour une période de démolition (cassage), une de nettoyage (ablution) et une d'ornement (offrande d'encens). L'opérant est généralement prêt ou initié aux pratiques magico-religieuses caribéennes. Il doit agir en présence des occupants durant les trois phases afin qu'ils s'imprègnent des rites et des énergies purificatives qui vont se libérer au cours du rituel. Ce rituel fait appel aux forces élémentaires et aux génies des terres esclaves (gran mèt douvan deyè, ti frè bwa difé...)[réf. nécessaire]. On ne peut pas le pratiquer en présence d'une femme pendant la période de flux menstruel. Il ne doit pas non plus être pratiqué par une femme vierge ou ayant renoncé à des rapports sexuels.
- Le vendredi vers 20 heures, l'opérant et les participants se lavent la main et les pieds avec du lait, de l'eau et des feuilles séchées d'acacia. Les énergies négatives sont capturées au moyen d'une poudre d'aimant sur laquelle une charge a été déposée par l'opérant. Ce dernier travaille avec des bougies, des parfums, des lotions, des potions et un mélange particulier d'épices antillaise. Il fait appel à des forces pour l'aider à capturer et à casser les sortilèges et les malédictions qui ont été proférées sur le lieu ou la personne qui y réside. Plusieurs prières sont dites pour casser et neutraliser les ombres qui se dévoilent en donnant leur nom. Durant cette phase, des manifestations peuvent se produire et des énergies peuvent se disperser et faire courir aux occupants un danger qu'il faut neutraliser.

- Le samedi matin, jour du baron selon la tradition vaudou à Haïti, l'opérant prononce la mort des énergies et poursuit une phase de transmutation si nécessaire. Il fait des ablutions d'eau et de lotions arrangées.

- Le dimanche soir, l'opérant offre des parfums et prononce la grande bénédiction de Sainte Catherine.

Selon les écrits du docteur Pation Donkoupi, médecin missionnaire à la Martinique en 1912 [Un regard mystérieux sur une île magique], ce rituel était régulièrement opéré par les gens du nord de l'île après chaque départ provoqué ou naturel. On prétend qu'il permettrait de capturer de très nombreuses énergies négatives voire des entités dépêchées pour nuire à une population, une famille, une personne... Quelques rares ouvrages livrent encore ces secrets avec les mots de pouvoir qui correspondent.

Il semblerait que ce rituel soit encore utilisé par quelques initiés à la Martinique mais qui disparaissent sans livrer leurs secrets.
Un jour, j'ai eu le sentiment très désagréable d'une présence dans la maison, quelqu'un m'observait. J'en avait des palpitations et celles-ci ne s'arrêtaient que lorsque j'étais hors de la maison. Je pris l'habitude de passer le plus de temps possible à l'extérieur, à attendre le retour de toute la petite famille pour m'activer et m'occuper d'elle. Je rendais visite aux uns et aux autres et même je traînais dans un petit jardin public, assise sur un banc à faire du crochet. Or voilà qu'un jour j'entendis très nettement une voix me dire des phrases que je me suis mis à répéter à haute vois : « cette maison est ta maison, personne ne peut te mettre dehors de chez toi, alors fais ce qu'il faut faire et rentre chez toi ». (...) Alors je suis allée acheter de l'eau de Javel, de l'ammoniac que nous appelons alkali, de l'assa-foetida, du grésil. Je suis rentrée chez moi et j'ai aspergé le sol et les murs de la maison en criant à tue-tête : « C'est ma maison, je suis maître chez moi, personne ne peut me faire sortir de ma maison ! » (...) Et dès le lendemain, c'était fini, je n'ai plus ressenti l'angoisse de la présence invisible. (Témoignage rapporté par Hector Poullet, 2013)

#### Leben démaré, ou «bain de chance»
En créole des Petites Antilles, démaré signifie « désamarrer », « détacher » ou « désenvoûter ». L'objectif de ce bain est donc de se débarrasser des mauvais sorts et de la malchance que l'on porte sur soit. Il en existe une multitude de versions différentes. Pour certains, ce bain doit être pris dans une mer agitée, pour d’autres, il faut se rendre à l’embouchure d’une rivière, lieu de connexion entre les forces océaniques et les forces terrestres, enfin, d’autres versions s’accommodent de bains de rivière, ou prescrivent certains sites prisés comme les mangroves. Les variations existent aussi sur les rituels qui suivent le bain : tantôt il faudrait jeter l’eau du bain dans un carrefour pour y disperser le mauvais sort, tantôt il faudrait la boire pour se laver de l’intérieur. On retrouve des pratiques similaires dans les Grandes Antilles, notamment à Haïti (bains de chance et cérémonie du Saut d’Eau) et chez les maroons de Jamaïque (descendants des esclaves marrons réfugiés dans les montagnes de l’île).
Le quimboiseur aura donné à son patient une liste d'ingrédients, dont on kyé a mori, une queue de morue, des feuillages de diverses plantes dont danday dit douvan nèg, des poignées de feuilles de patchouli, de zèbafè, de koklaya, ou encore d'alélouya, à mettre dans l'eau de son bain sans oublier des touffes de zèb pyé a poul. Une fois lavé, après s'être frotté le corps avec la queue de morue et les feuilles, il devra aller lui-même jeter l'eau avec tout le contenu du bain dans un katchimen à minuit ! Ici, il s'agit pour le client de s'offrir lui-même en sacrifice avec ses humeurs, sa sueur, ses odeurs, le tout comme écartelé aux quatre horizons afin que Dieu « voie » et exauce sa prière. (Hector Poullet, 2013)

## Pharmacopée traditionnelle (rimèd-péyiourimèd-razié)
En créole antillais ou guyanais, razié/radjé signifie « buisson », « broussaille » ou « friche ». Le rimèd-razié fait donc expressément référence à une médecine par les plantes. Aux Antilles comme chez les créoles de Guyane, on estime que la pharmacopée traditionnelle compterait plus de 695 espèces médicinales, parmi lesquelles seules 210 espèces seraient fréquemment utilisée par la population.
| Champs                              | Nom créole                                                 | Nom français                        | Nom scientifique         | Indication, vertus et préparation |
| ----------------------------------- | ---------------------------------------------------------- | ----------------------------------- | ------------------------ | --- |
| Panacées                            | Atoumo                                                     | Larmes de la vierge                 | Alpinia zerumbet         | préparé en décoction contre les états grippaux, également utilisé comme diurétique et anti-acide                                                                                                  |
| Panacées                            | Djeritou                                                   | Guérit-tout                         | Pluchea carolinensis     | |
| Panacées                            | Kukuma                                                     | Curcuma                             | Curcuma longa            | aurait de multiples propriétés, notamment comme anti-tumoral, anxiolytique, anti-oxydant et anti-inflammatoire                                                                                    |
| Panacées                            | Morenga                                                    | Moringa                             | Moringa oleifera         | considérée comme riche en oligo-éléments et vitamines, on lui attribut également des propriétés antidiabétiques, antibactériennes et antitumorales                                                |
| Panacées                            | Patchouli                                                  | Patchouli                           | Pogostemon cablin        | |
| Maladies infectieuses, dermatologie | Bwa kannon                                                 | Bois canon                          | Cecropia schreberiana    | |
| Maladies infectieuses, dermatologie | Catalpa                                                    | Catalpa                             | Thespesia populnea       | les feuilles utilisées en cataplasmes auraient des propriétés antifongiques et antiseptiques |
| Maladies infectieuses, dermatologie | Doliprann                                                  | "Doliprane" ou menthe de l'Himalaya | Colquhounia coccinea     | les feuilles sont utilisées en infusion ou en décoction comme antipyrétique et antalgique pour les états grippaux                                                                                 |
| Maladies infectieuses, dermatologie | Douvan-nèg (gp.), Douvan-douvan (gy.) ou Zèb simityè (mq.) | Pétevère à odeur d'ail              | Petiveria alliacea       | les racines et les feuilles fraîches sont utilisées en décoction contre la fièvre, la toux, le rhume, les douleurs dentaires, ou encore contre les douleurs articulaires                          |
| Maladies infectieuses, dermatologie | Gwo diten                                                  | Gros thym                           | Coleus amboinicus        | utilisé en décoction comme antitussif et comme décongestionnant nasopharyngé |
| Maladies infectieuses, dermatologie | Pwa dibwa (gp.) ou Pwa dangol (mq.)                        | Pois d'Angole                       | Cajanus cajan            | les feuillles sont utilisées comme antifongiques contre certaines mycoses cutanées, tandis que le fruit est conseillé pour prévenir les crises vaso-occlusives chez les personnes drépanocytaires |
| Maladies infectieuses, dermatologie | Kasiyalata                                                 | Dartrier                            | Senna alata              | ses feuilles sont utilisées comme remède contre de nombreuses dermatoses, notamment d'origine fongiques ou parasitaires (gale, teigne, dartres, etc.)                                             |
| Maladies infectieuses, dermatologie | Zèbafè (gp.) ou chadwon béni (mq.)                         | Panicaut fétide                     | Eryngium foetidum        | utilisée en décoction contre les états grippaux et les infections gastro-intestinales |
| Maladies infectieuses, dermatologie | Zèbapik                                                    | Herbe à pic                         | Neurolaena lobata        | utilisée comme antipyrétique et contre les états grippaux (elle a notamment été présenté comme un remède contre la Covid-19 est commercialisée sous forme de sirop appelé Virapic®)               |
| Maladies infectieuses, dermatologie | Zèb pyé poul                                               |                                     | Chloris barbata          | |
| Maladies cardio-vasculaires         | Kakapoul                                                   | Pervenche de Madagascar             | Vinca rosea              | on lui attribut des propriétés antidiabétiques et anti-hypertensives |
| Maladies cardio-vasculaires         | Koklaya ou Zeb kourès                                      | Herbe à couleuvre                   | Peperomia pellucida      | utilisée comme anti-hypertenseur et antidiabétique |
| Maladies cardio-vasculaires         | Paroka (gp.) ou Ponm Zendien (mq.)                         | Pomme coolie                        | Momordica charantia      | utilisée comme antidiabétique et vermifuge digestif |
| Sommeil et santé mentale            | Marakoudja                                                 | Fruit de la passion, ou grenadille  | Passiflora edulis        | ses feuilles contiennent des flavonoïdes dont les propriétés anxiolytiques (voire hypnotiques à très fortes doses) sont reconnues                                                                 |
| Sommeil et santé mentale            | Soulyé zonbi                                               | Scutellaire                         | Scutellaria purpurascens | aurait des propriétés anxiolytiques |

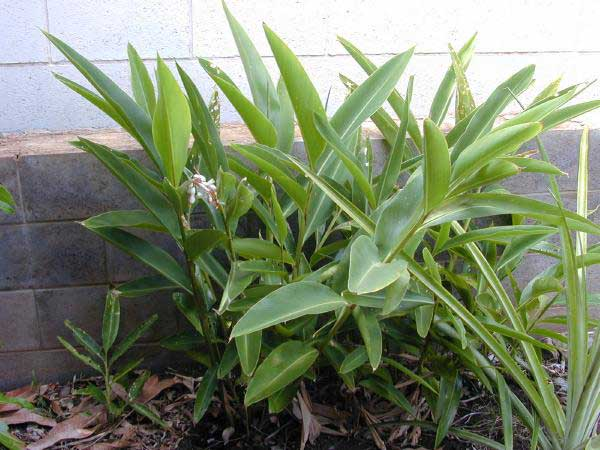
Atoumo
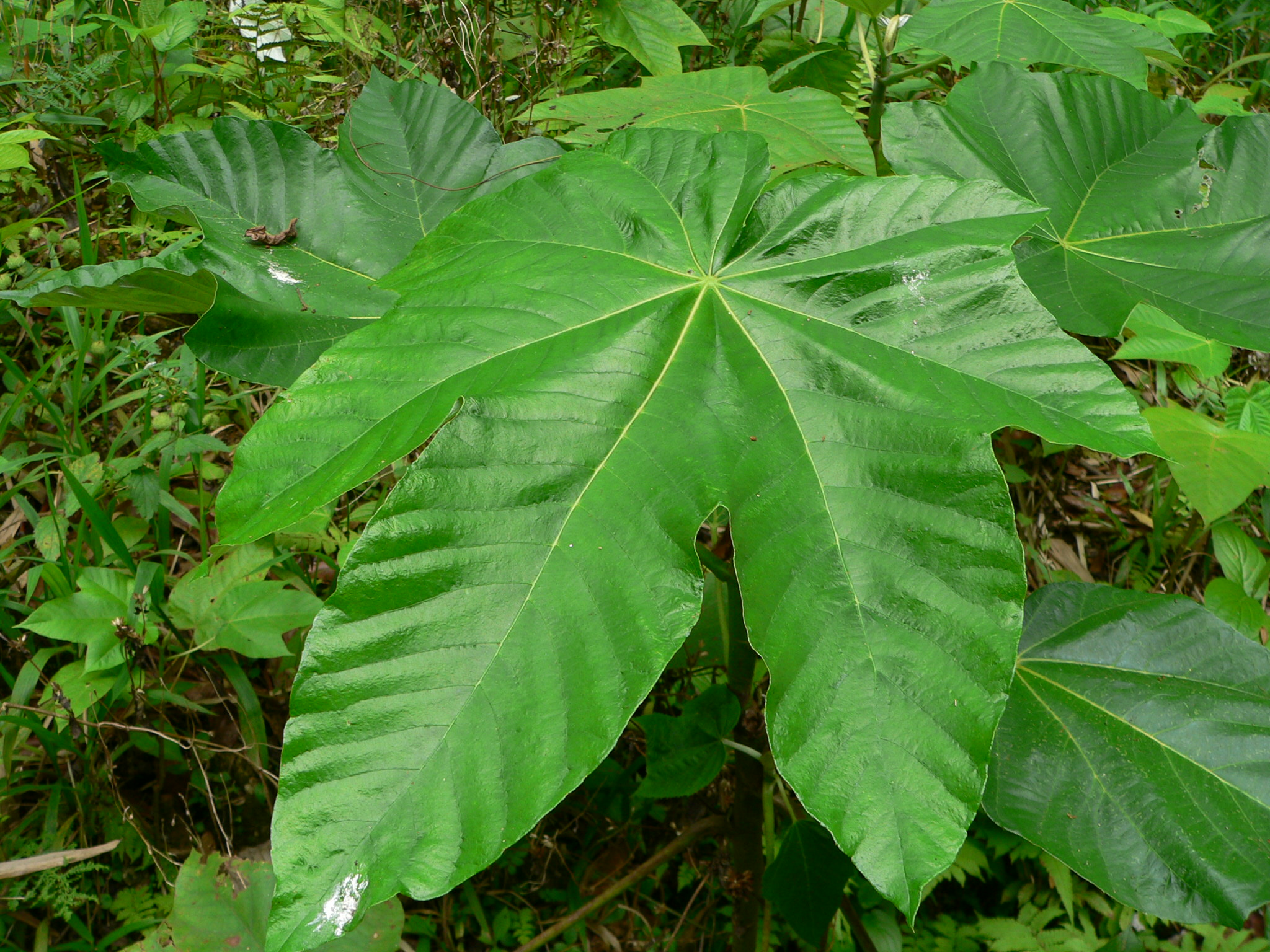
Bwa kannon
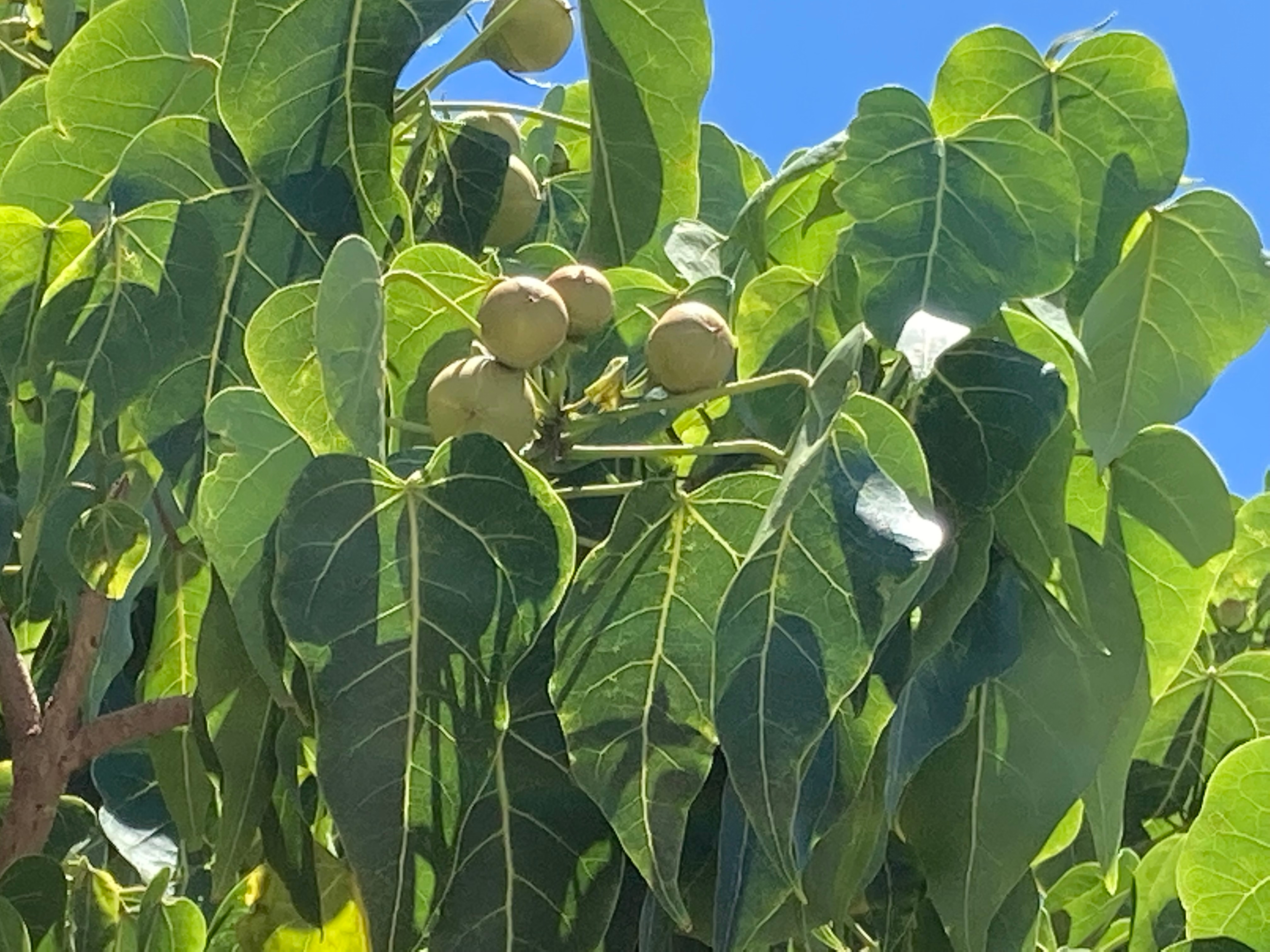
Catalpa (parfois confondu avec le mancenillier, car il pousse dans le même type d'écosystème, en bordure des plages)
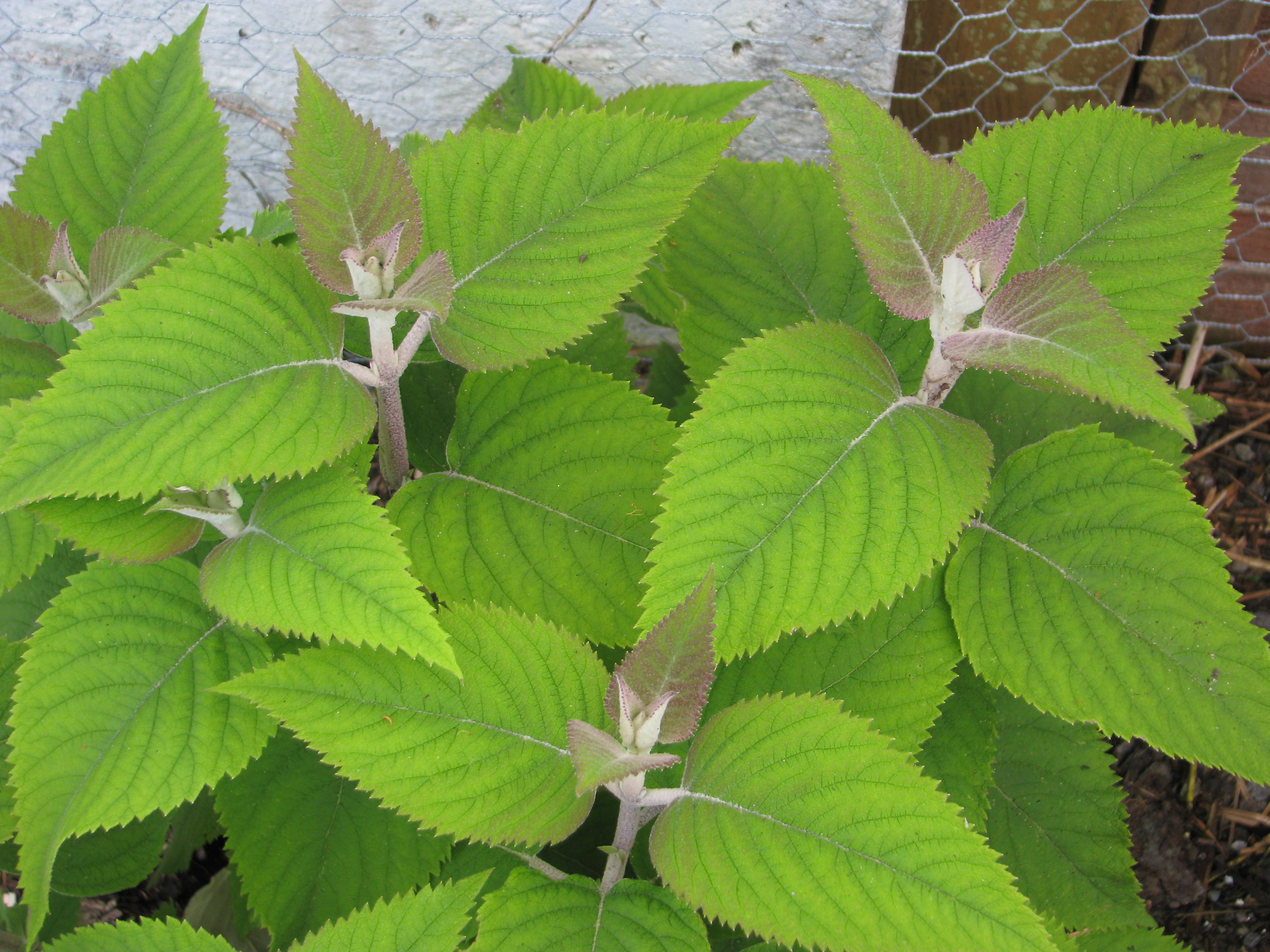
Doliprann
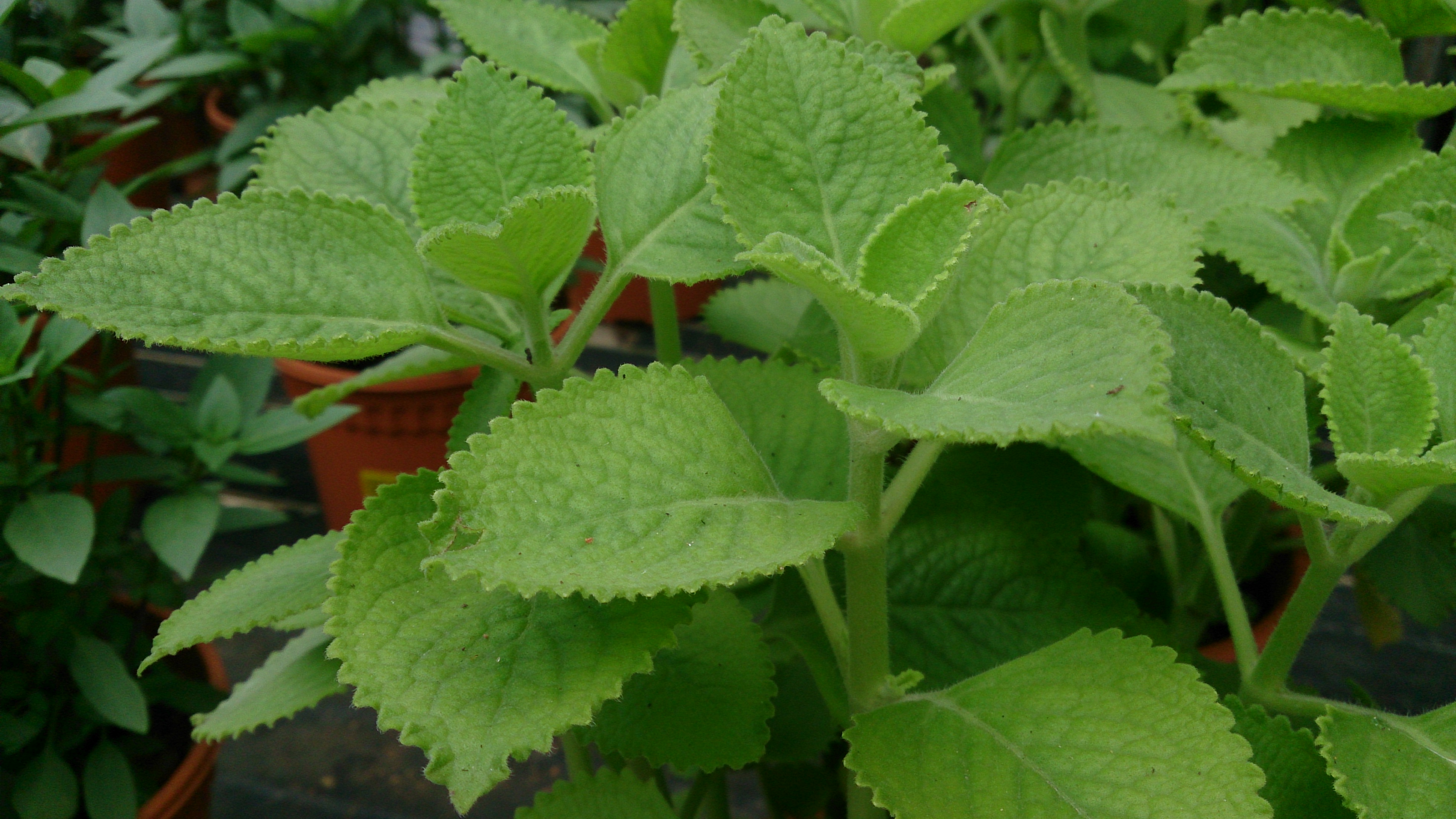
Gwo diten
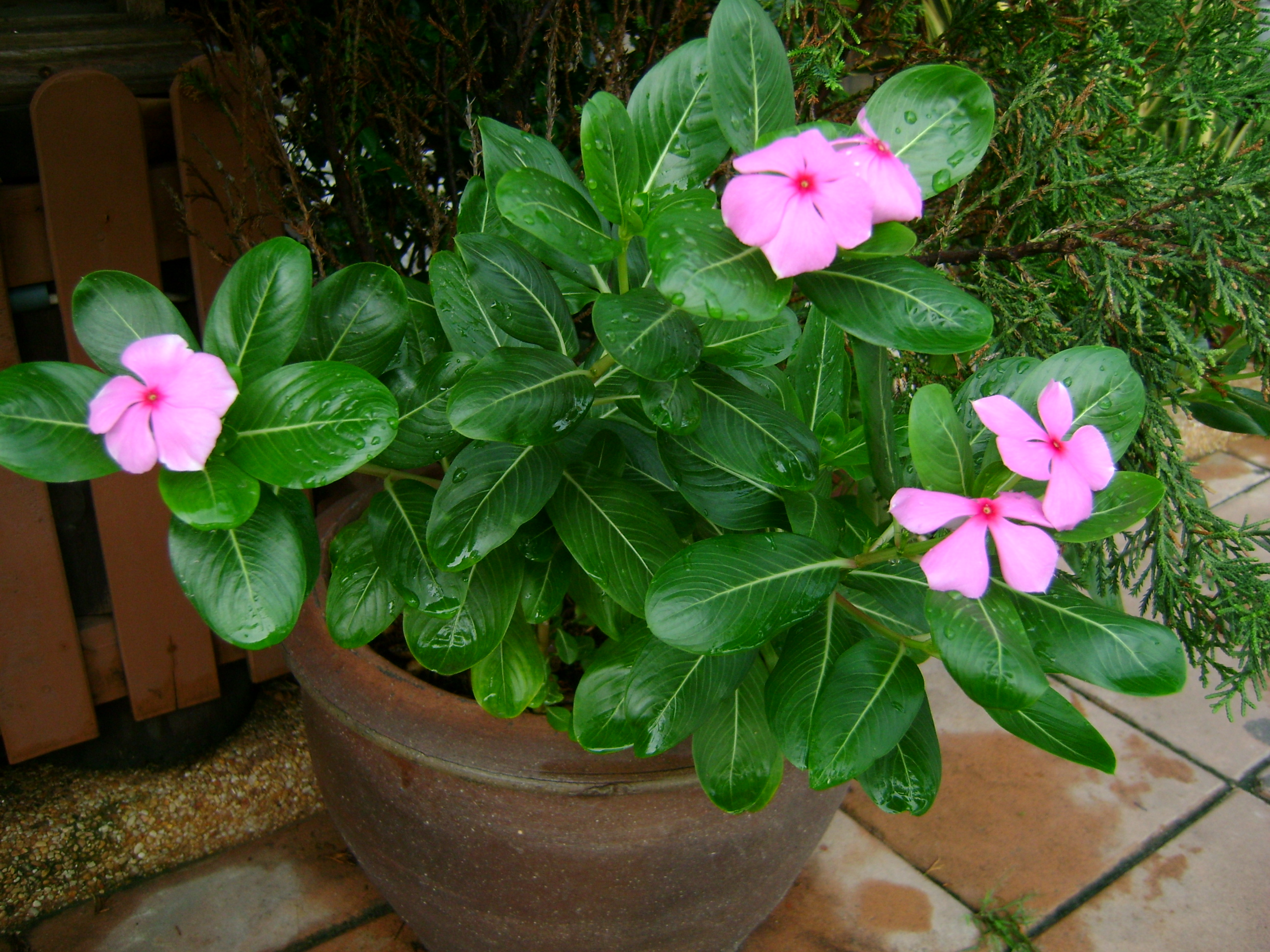
Kakapoul
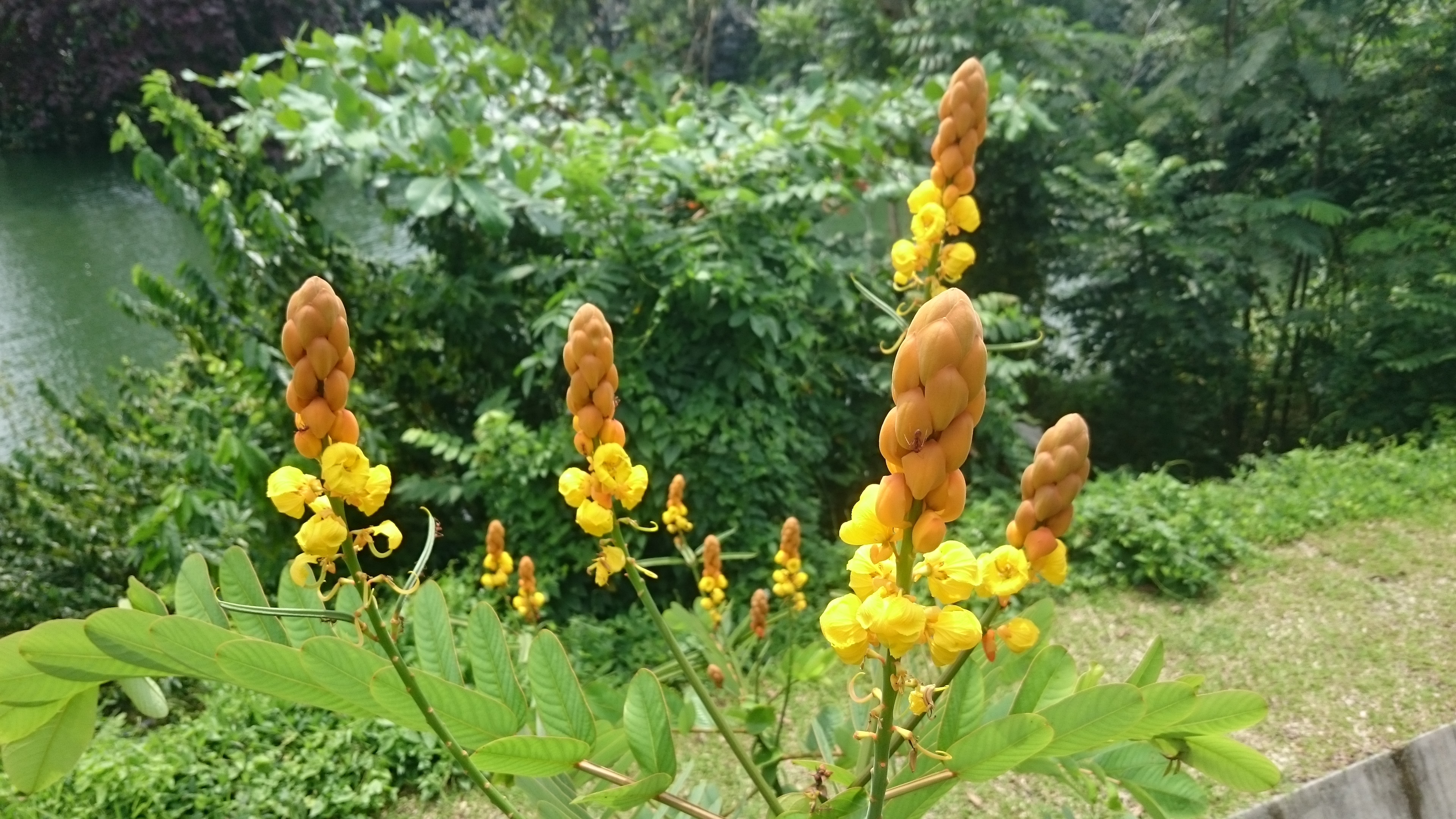
Kasiyalata
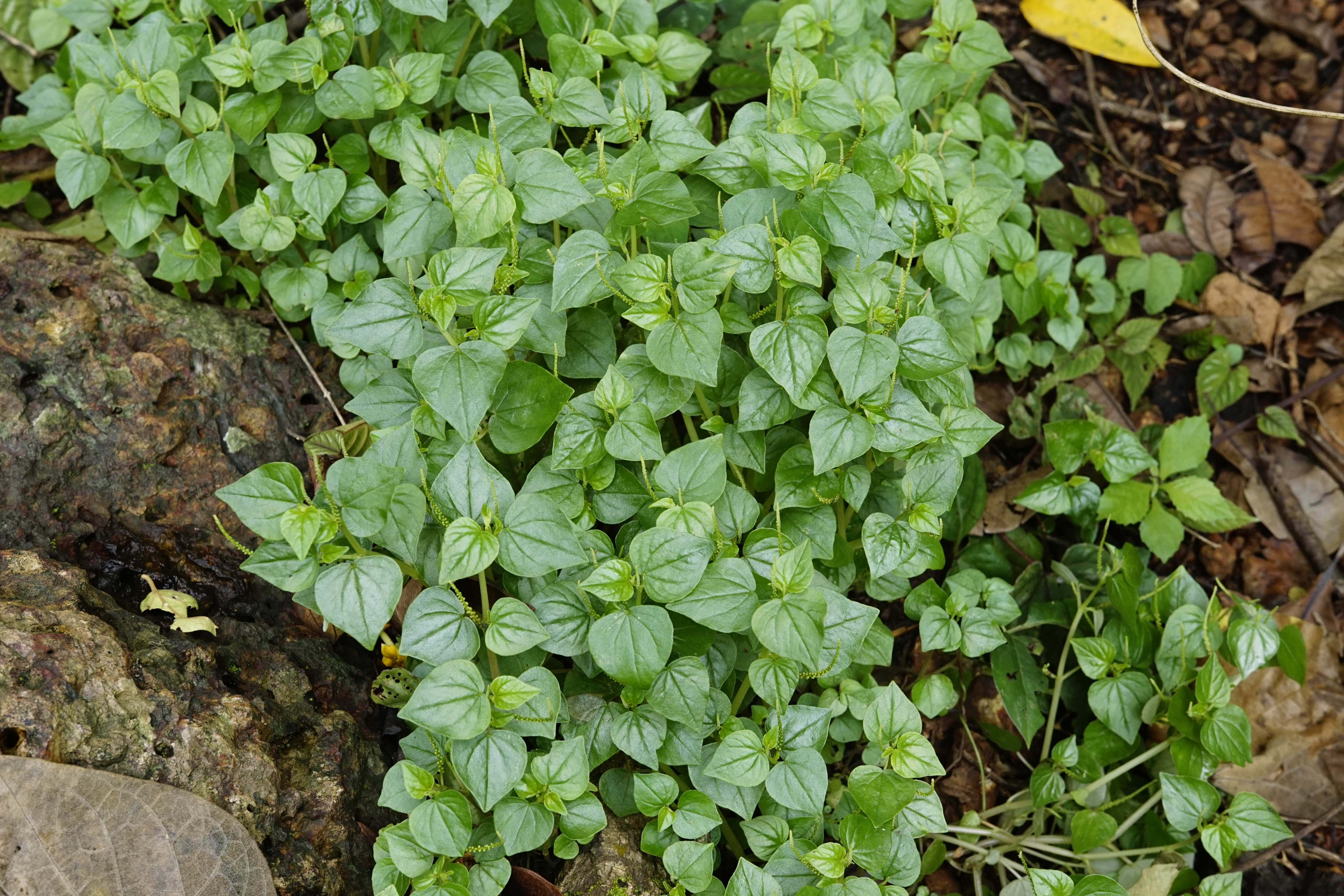
Koklaya (ou zèb kourès)
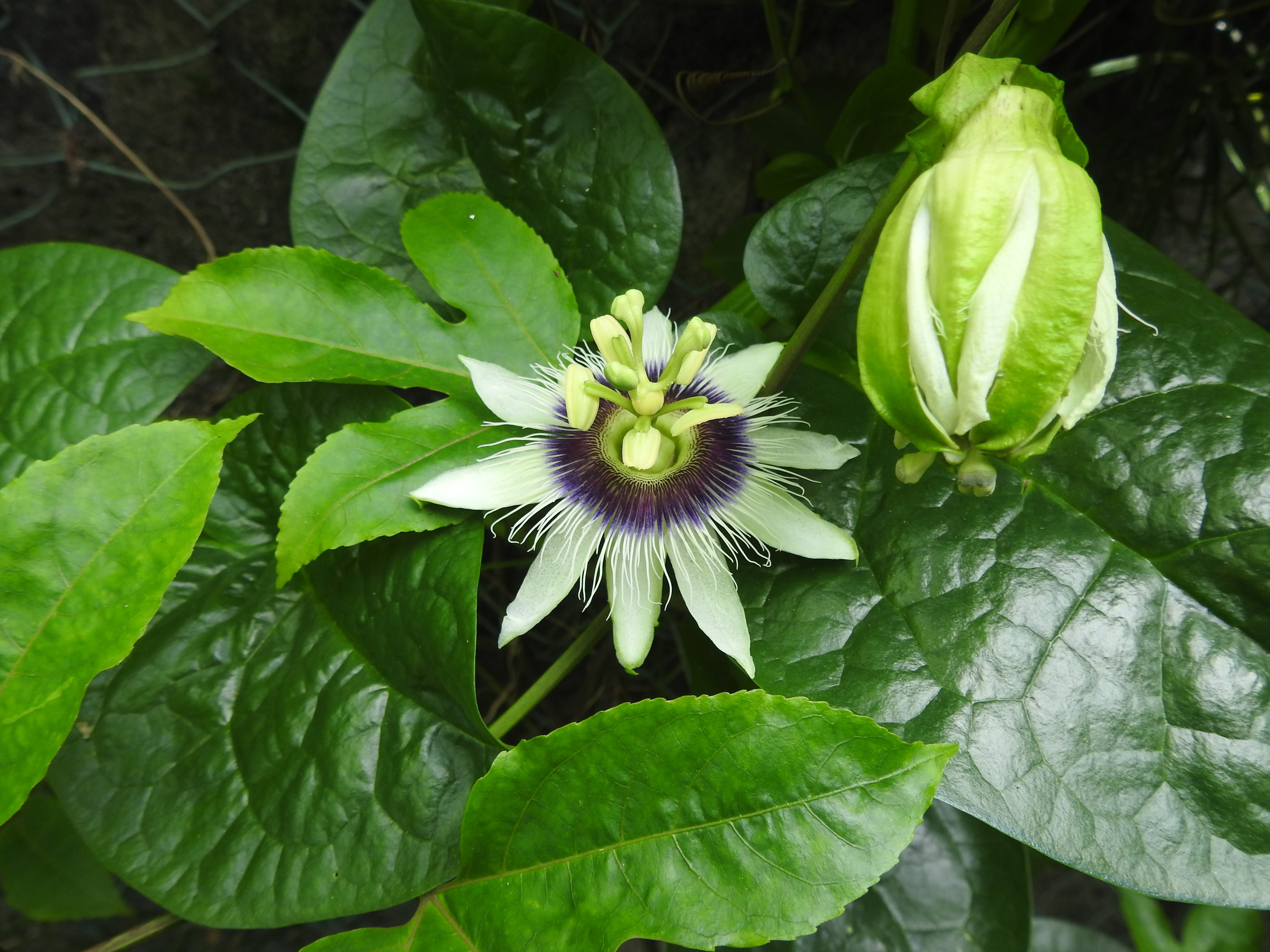
Marakoudja
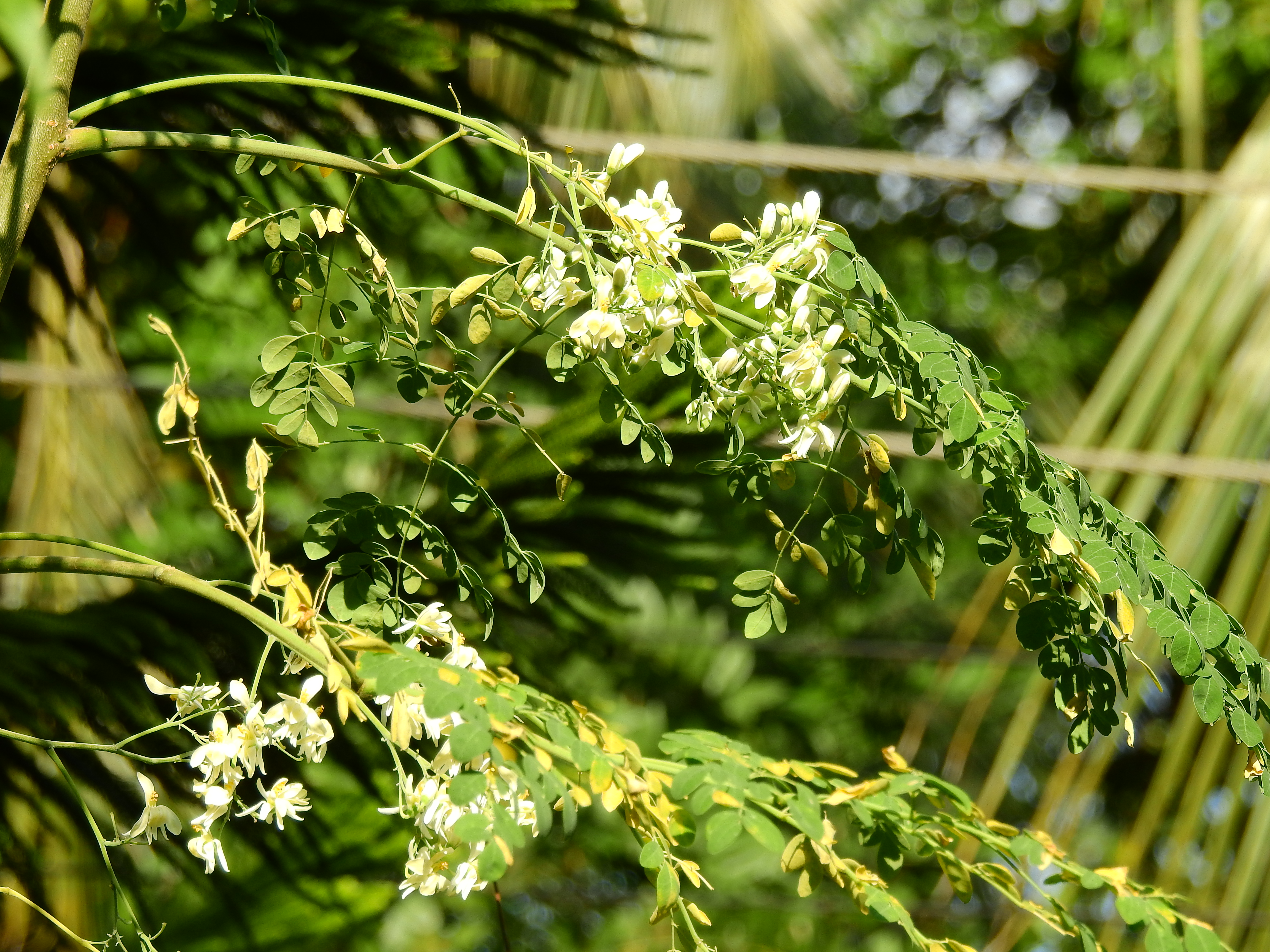
Morenga
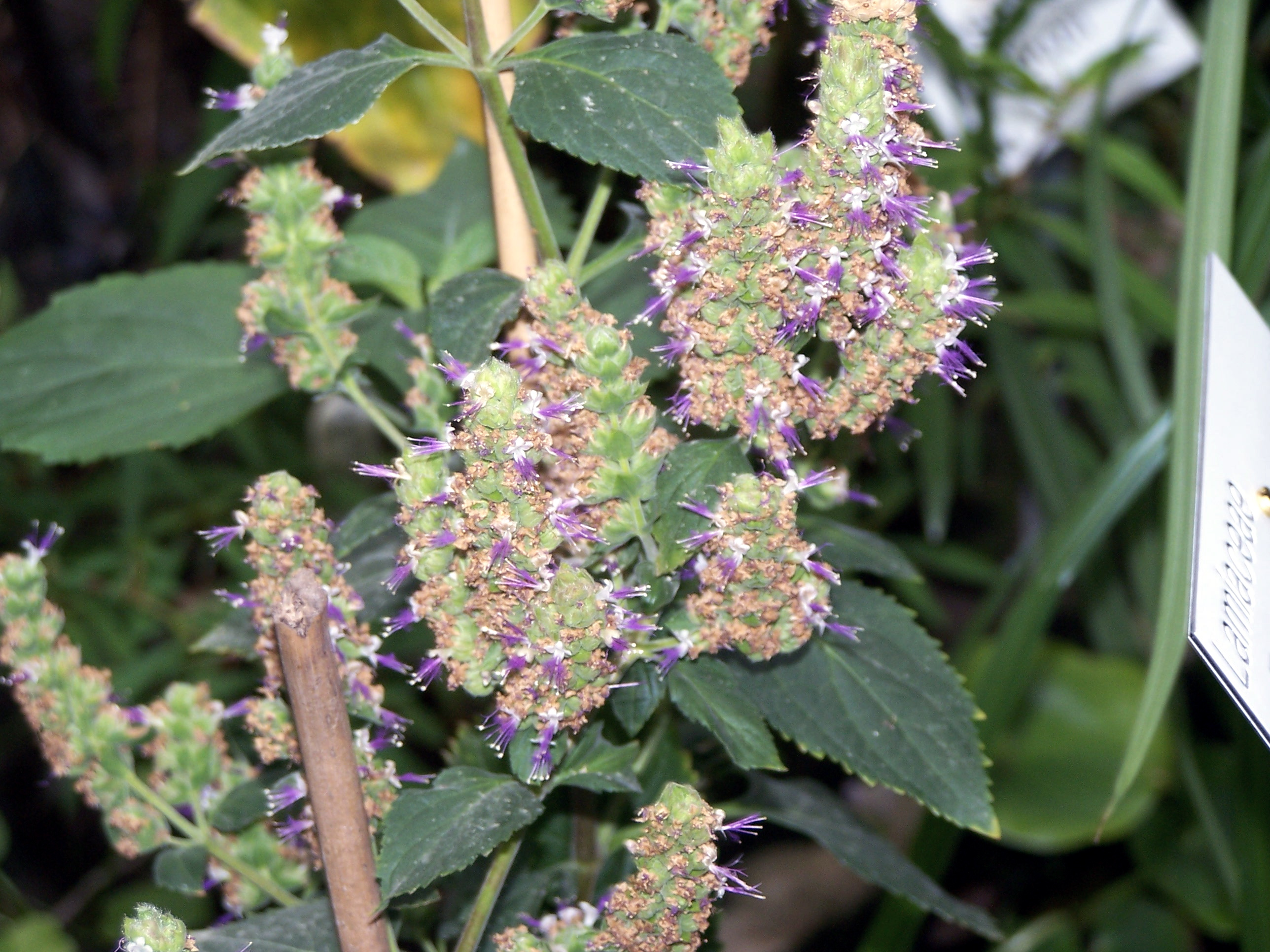
Patchouli
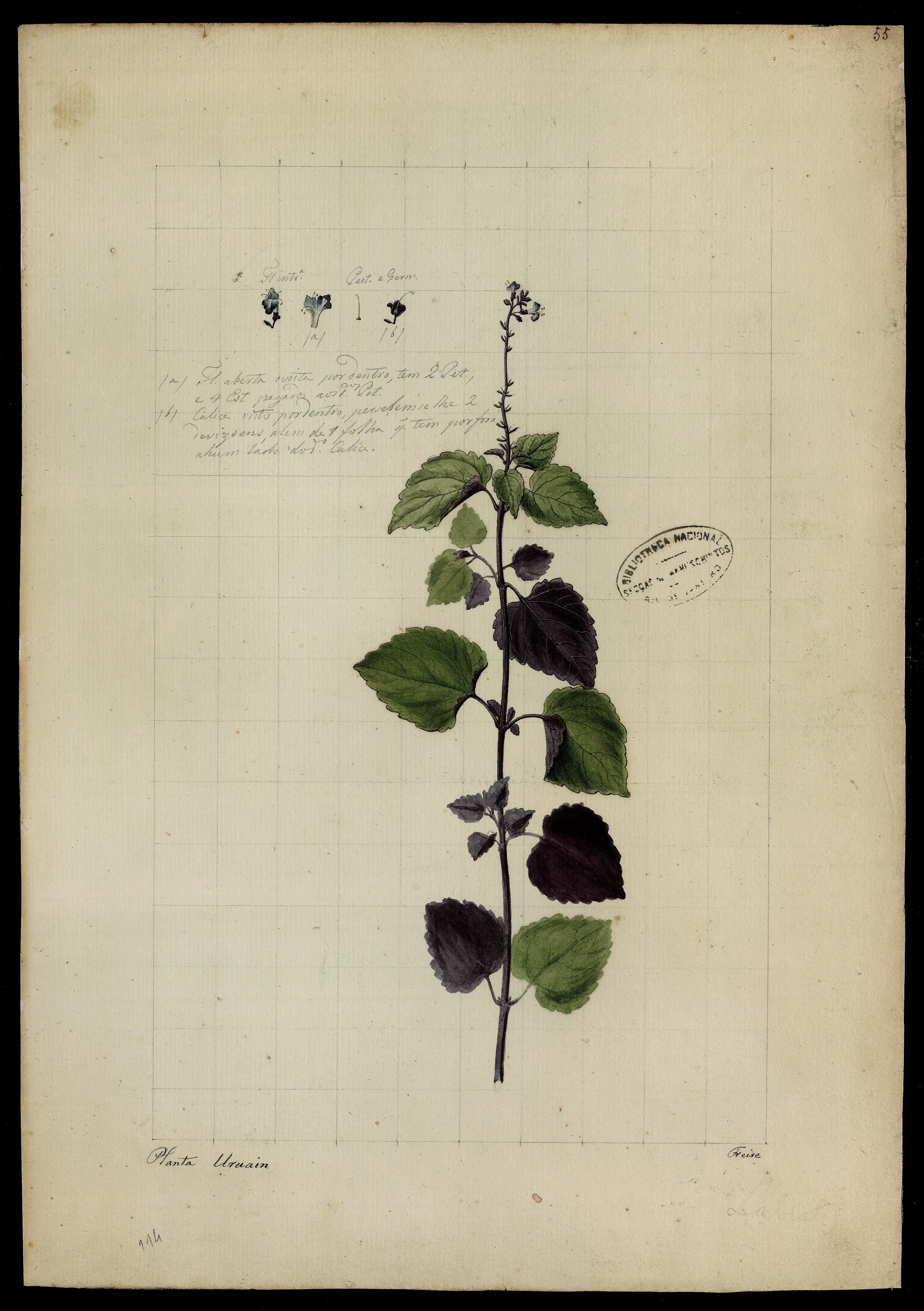
Soulyé zonbi
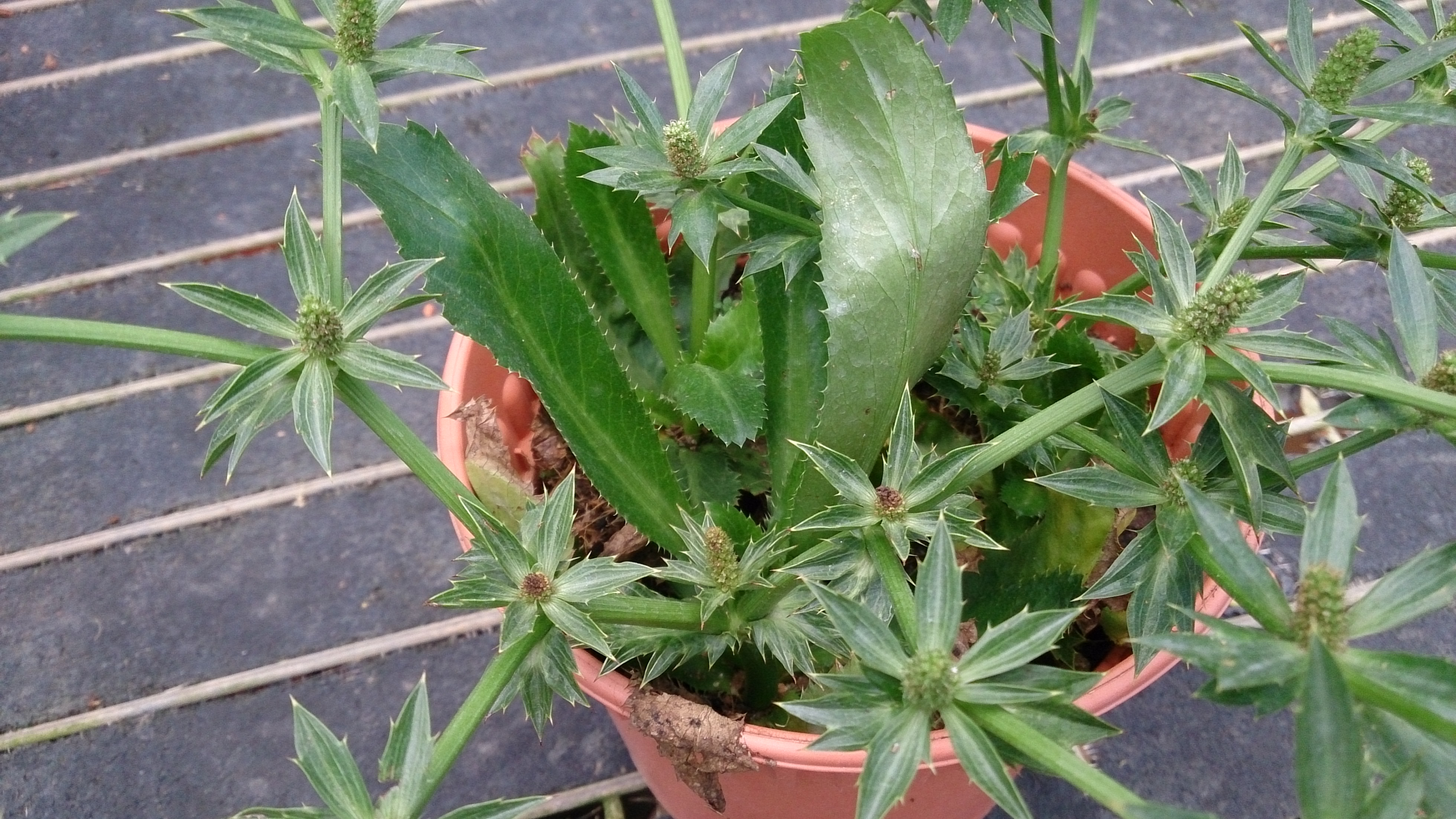
Zèbafè (ou chadwon béni)
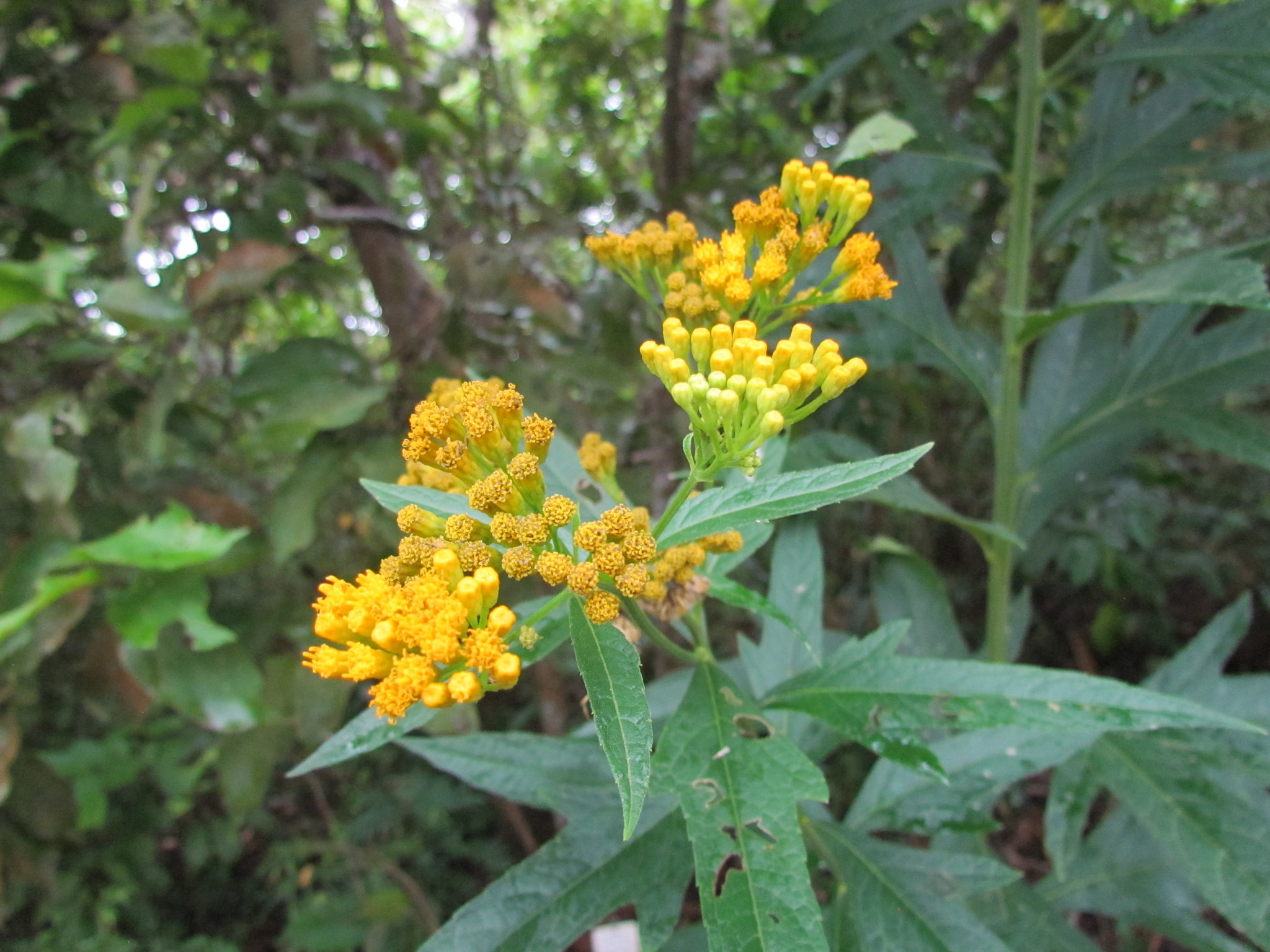
Zèbapik

## Bestiaire populaire

### Le soucougnan
En Guadeloupe, Le soucougnan (soukouyan), aussi appelé « soucriant » (soukliyan) ou « volant » (volan), est une sorte de vampire qui peut prendre l'apparence d'une boule de feu ou d'un oiseau noir. Son arbre de prédilection est le fromager, appelé « arbre aux esclaves » aux Antilles. Le fromager servait a punir les esclaves récalcitrants : ils étaient attachés par des liens en cuir que l’on mouillait, les rayons du soleil se chargeant de les rétrécir provoquant ainsi l’entrée des épines dans les chairs du supplicié, lacérant la peau. La légende prétend que les soucougnans enlèvent leur enveloppe humaine (leur peau) à la nuit tombée, l’accrochent aux branches. Il est appelé aussi jan gajé, ce qui signifie que la personne a passé un pacte avec le diable. On attribue souvent la transformation en soucougnan à des femmes qui partent boire le sang de leurs victimes.

### Le dorlis
En Martinique, le dorlis (dowlis) est un homme doté du pouvoir d'invisibilité qui abuse des femmes dans leur sommeil, comme l'incube européen ou le « mari de nuit » ouest-africain. On retrouverait également le même type de créature chez les Wayana d'Amazonie[voir études de Chapuis sur les Wayana]. Son équivalent en Guadeloupe est appelé « l'Homme-au-bâton ».

### La diablesse
La diablesse (ladjablès en Martinique, lagyablès en Guadeloupe) prend la forme d'une belle femme élégante au bord des rivières, hante les champs de canne et les lieux de bal, et entraîne les hommes à la mort. Elle est parfois décrite comme ayant des sabots de cheval à la place des pieds (rappelant la légende marocaine d'Aïcha Kandicha).

### Manman-dlo

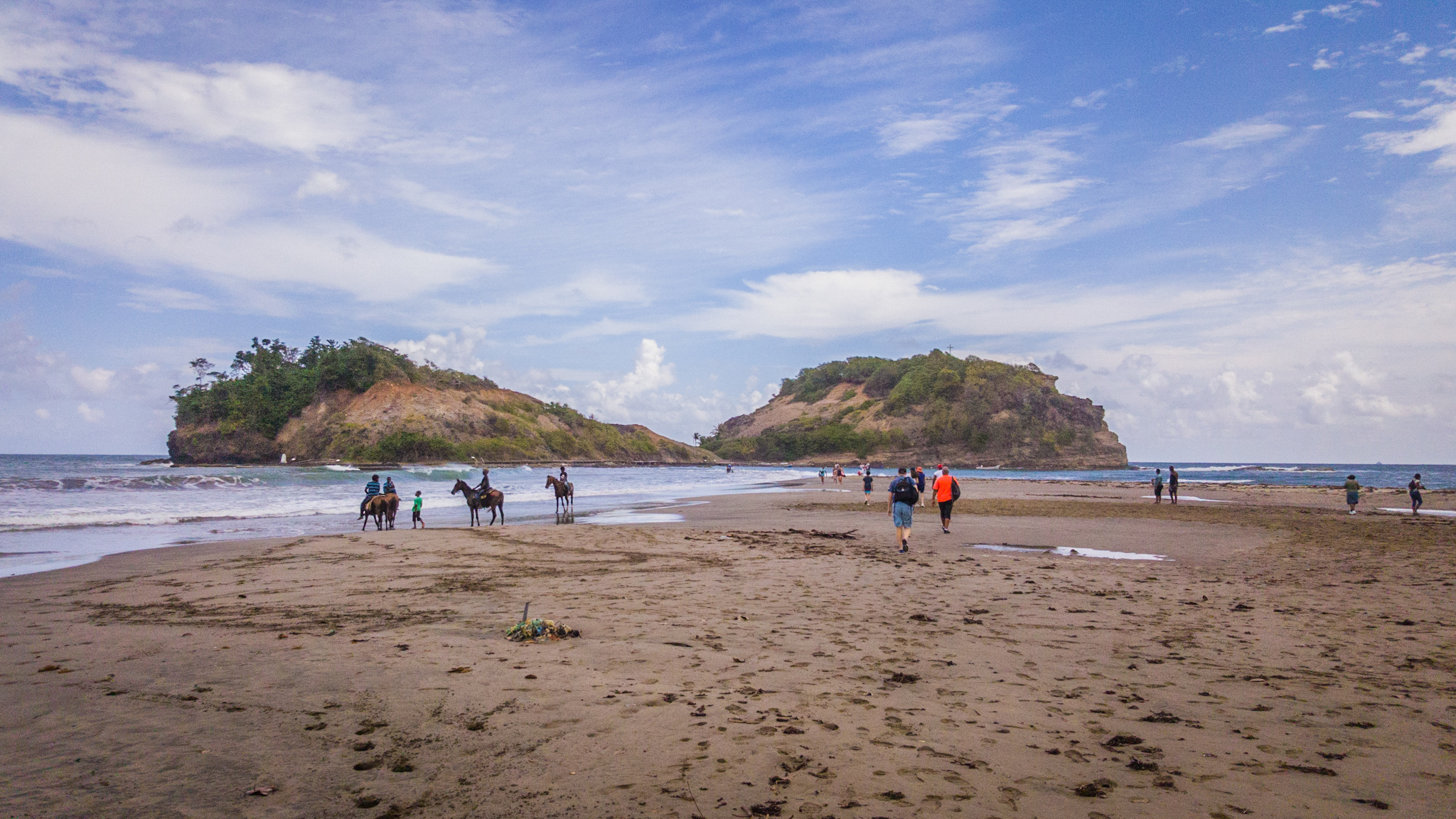
Ilet de Sainte-Marie, en Martinique, considéré comme le repère de Manman-dlo

Manman-dlo (Manman dilo en Guyane) est la version antillo-guyanaise de la divinité aquatique Mami Wata. Il s'agit à l'origine d'une divinité éwé (actuel Togo), incorporée dans le vodou béninois lors de l'expansion du royaume du Danhomè au XVIIIe siècle. Cette divinité se serait ensuite propagée à la fois vers l'Afrique centrale, et vers le Nouveau Monde. Elle est appelée La Sirèn dans le vodou haïtien, et Madre de Agua ou Calunga dans le palo cubain.
Manman-dlo peut également être assimilée à l'òrìṣà Yemọja, vénérée par les Yorubas (actuel Nigeria). Considérée comme la mère des autres òrìṣà, on la retrouve à Cuba sous le nom de Yemaya, et au Brésil sous le nom de Iemanja.
Aujourd'hui, il n'existe pas de culte dédié à Manman-dlo dans les Petites Antilles. L'ancienne divinité est devenue une créature folklorique, un personnage de contes et de légendes. En Martinique, on raconte que Manman-dlo aurait élu domicile sur l'îlet de Sainte-Marie où elle se rendrait une fois par an, lorsque le tombolo est émergé. En 2004, l'artiste Laurent Valère lui a dédié un sculpture sous-marine à 30m au large de Saint-Pierre. Une seconde sculpture à l'éfigie de Yemaya a été immergée en 2015.

### Les morphroisés
Les morphroisés (mofwazé, déformation de « métamorphosés ») sont des humains capables de prendre la forme de chien, et qui rôdent pendant la nuit.

### Morts-vivants
Les zombies (zonbi, mot créole issu du kikongo mvumbi signifiant « cadavre ») sont des corps sans volonté propre, animés par un sorcier et totalement aliénés à sa volonté. La transformation d'une personne en zonbi est en réalité un châtiment utilisé par les sociétés secrètes du vodou haïtien, comme la société bizango, et prononcé à l'encontre de criminels ayant échappé au système judiciaire officiel. Cette peine implique la mort symbolique du condamné, qui est drogué et enterré vivant, avant d'être déterré. Le condamné est par la suite maintenu dans un état de soumission chimique perpétuel, dont l'entretien est confié à un bòkò de la société secrète. À l'origine, le personnage du zonbi est donc propre au folklore haïtien,, et s'est probablement propagé dans les Petites Antilles par le biais de la diaspora haïtienne.
Les zespri sont des fantômes de défunts qui n'ont pas encore rejoint l'Au-delà. Ils peuvent rester pour tourmenter ou bien pour guider les vivants.

### Mabouyas
Dans la culture des amérindiens caraïbes, les mapoya ou mabouya désignent une famille d'esprits malfaisants,. Par extension, ce nom s'est mis à désigner trois espèces de gecko, endémiques des Antilles : le mabouya domestique (« mabouya lafrik »), le grand mabouya (« gwo mabouya ») et le petit mabouya (« ti mabouya »). Ce nom leur a probablement été donné en raison de leurs mœurs nocturnes et de leur cri, comparable à un aboiement.
Mabuya est également la dénomination latine des scinques, un genre diurne et héliophile de lézard présent dans les Petites Antilles, disparu en Martinique, mais toujours présent en Guadeloupe et à la Dominique.

Mabouyas et autres lézards des Antilles
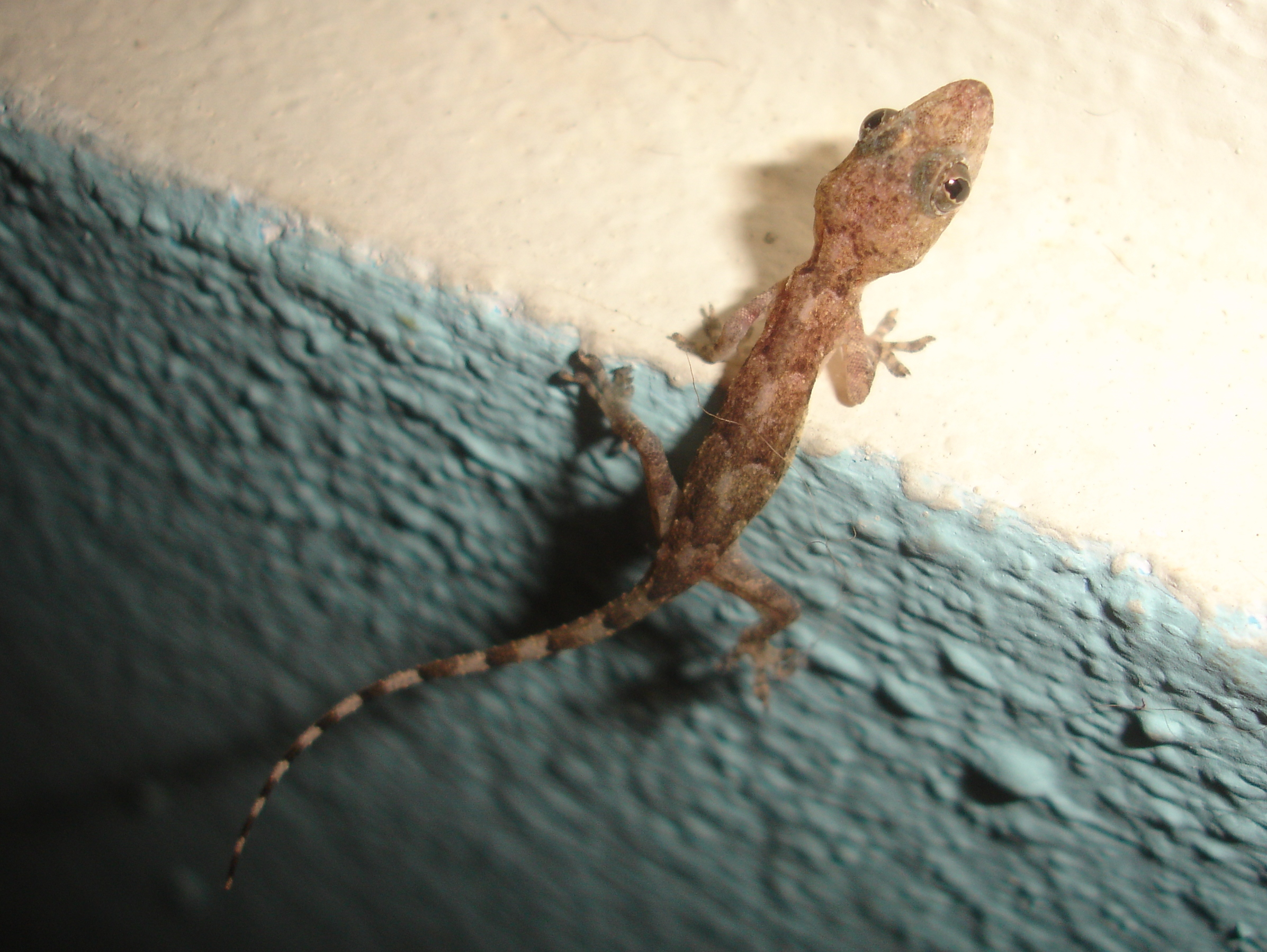
Le mabouya domestique (hemidactylus mabouia)
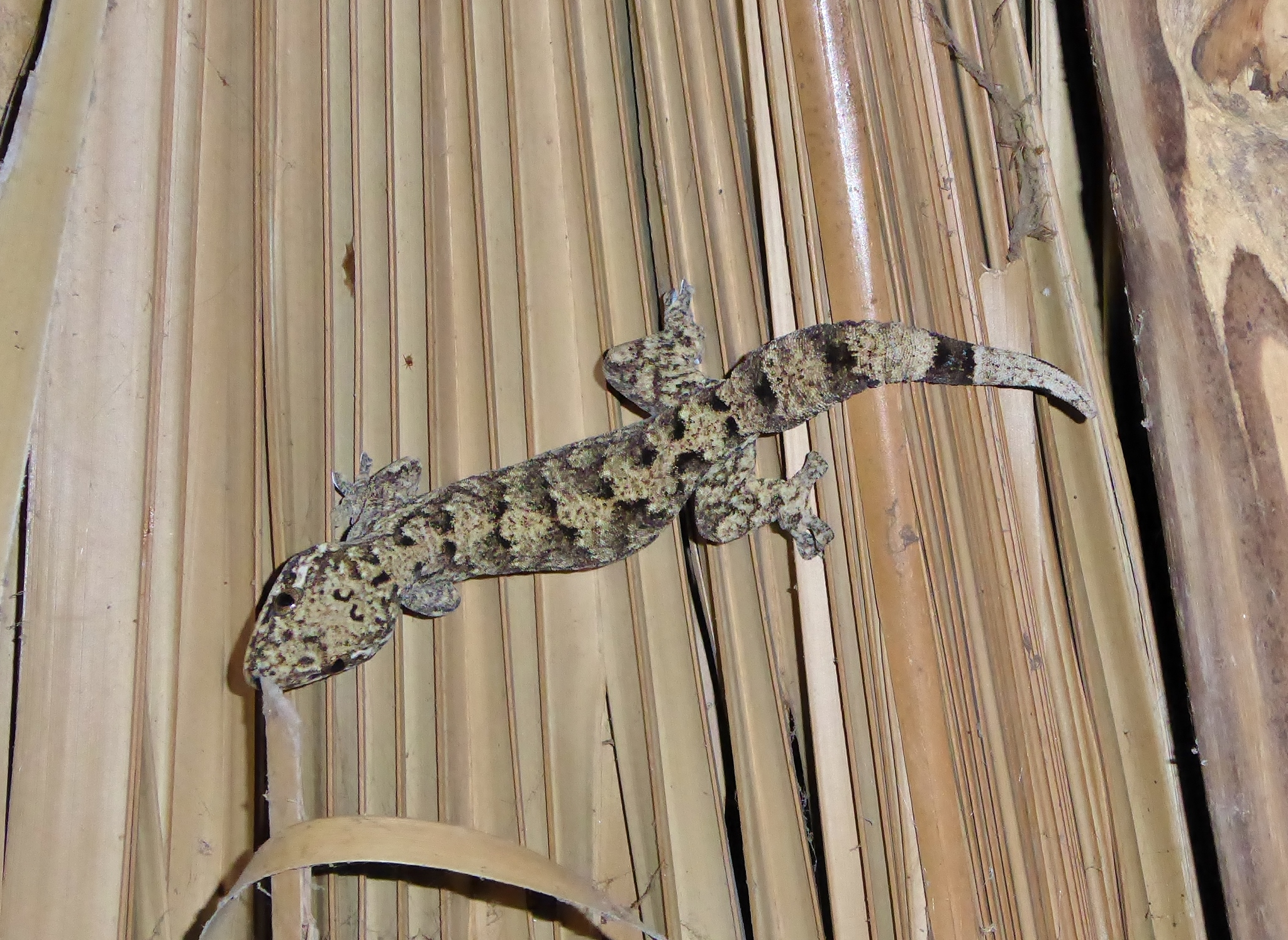
Le grand mabouya (Thecadactylus rapicauda)
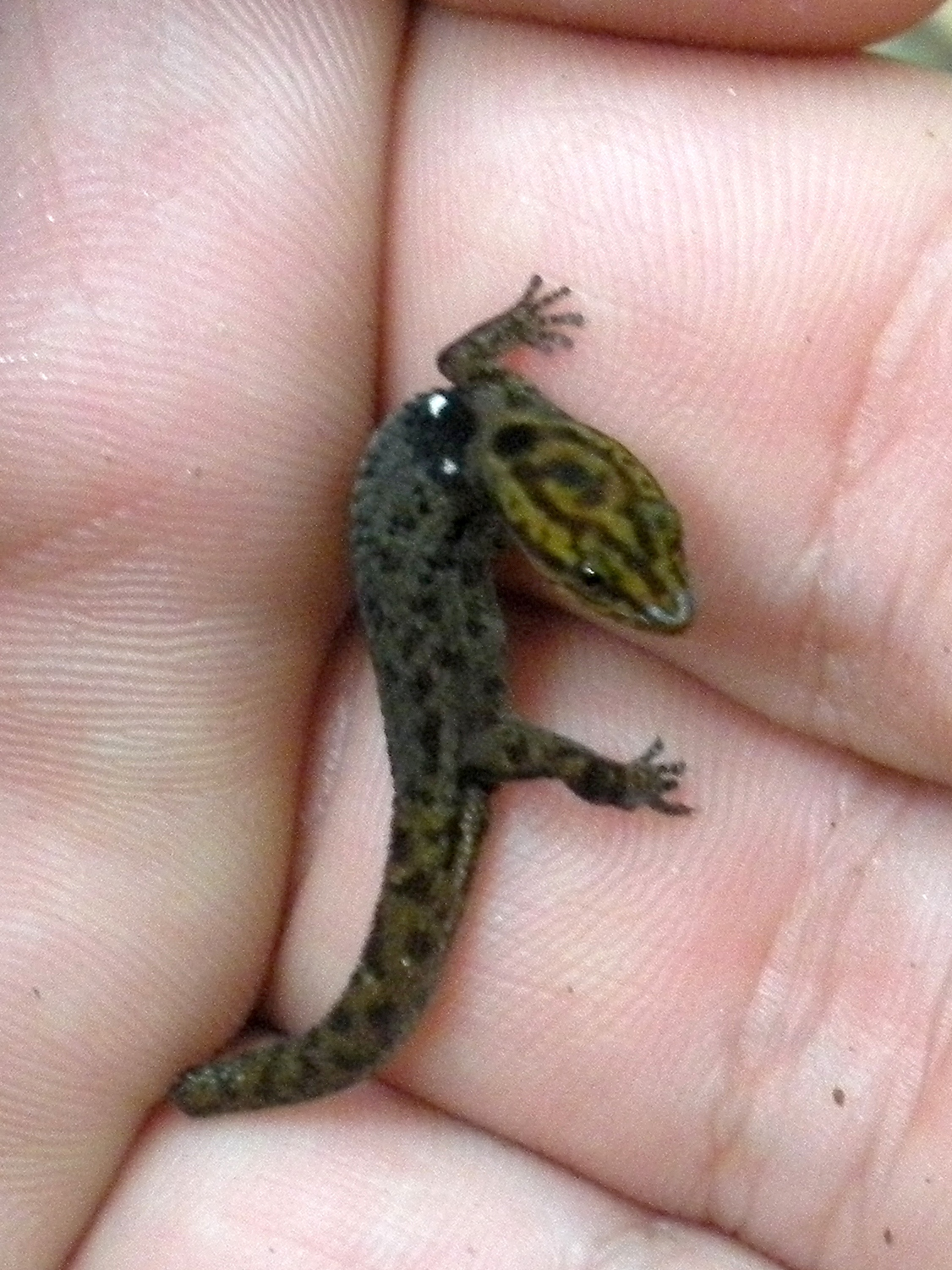
Le petit mabouya (Sphaerodactylus)
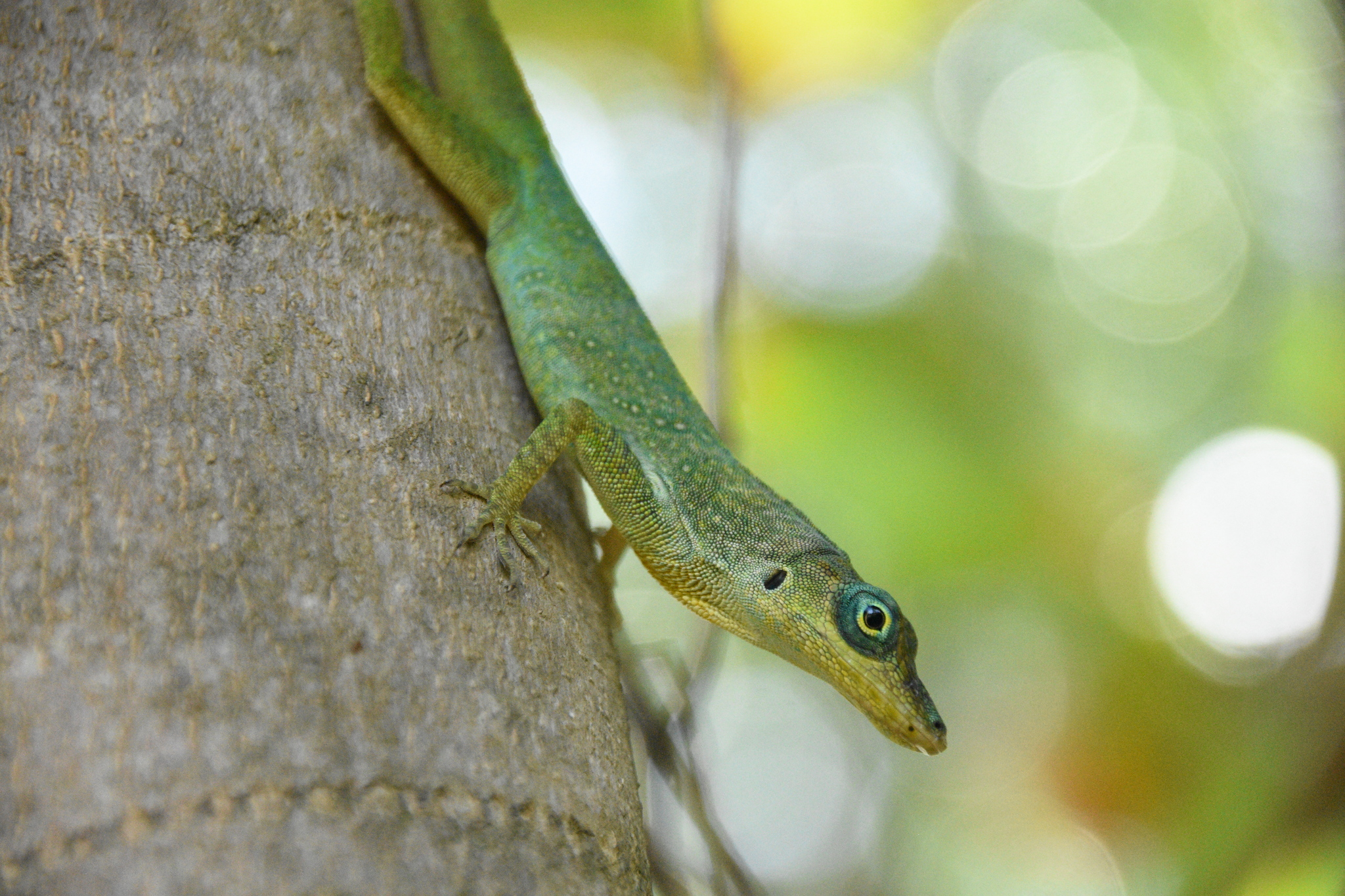
Le zanndoli (Anolis roquet), autre lézard endémique de Martinique, différent des mabouyas
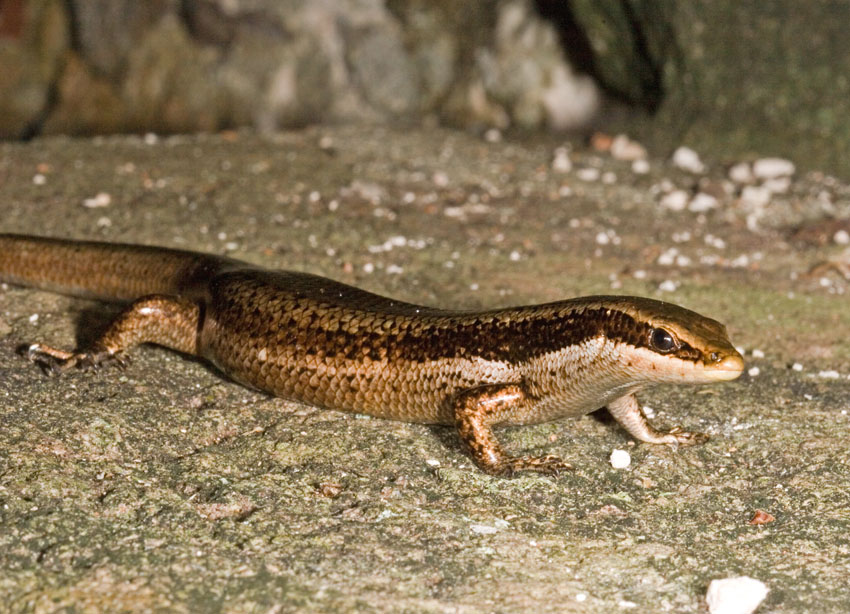
Le scinque dominiquais (Mabuya dominicana) aussi appelé Mabouya dominiquais

### Autres
D'autres créatures folkloriques des contes créoles sont associées à l'univers du quimbois, comme la Bèt-a-Man-Ibè (la « bête de Madame Hubert ») et le Chouval-Twa-Pat (« cheval à trois pattes »).
Le terme bòkò appartient au vocabulaire du vodou haïtien, où il désigne un guérisseur capable de faire le bien et le mal. En Guadeloupe, c'est le nom d'un gros crabe. On peut les chasser avec de l'eau bénite, ou en les frappant avec des branches d'épineux (bwa-pini).

## Critiques et polémiques

### Quimbois et sorcellerie
L'une des principales critiques formulée à l'encontre du quimbois est son assimilation à des pratiques sorcière voire satanique. Ces critiques trouvent leur origine dans la lutte menée par les missionnaires chrétiens contre toute expression religieuse ayant trait aux cultes traditionnels africains au moment de la colonisation.

### Quimbois et escroquerie
Les quimboiseurs sont fréquemment accusés d'être des manipulateurs n'ayant pas d'autre motivation que celle d'extorquer de l'argent à leurs consultants. Nombre de témoignages abondent pour illustrer la manière avec laquelle ils peuvent jouer sur la vulnérabilité de ceux qui les consultent afin de réclamer des honoraires non justifiés.

### La mort de Gran-Zongle
Gaston Faustin Homat, né au Gros-Morne en 1902, surnommé Gran Zong en raison de l'ongle qu'il laissait poussé à son auriculaire, était réputé au milieu du XXe pour être le plus grand quimboiseur de tous les temps. Riche habitant du quartier des Terres-Sainville à Fort-de-France, on raconte que sa carrière aurait débuté à la suite d'une incarcération pour homicide. Condamné à 5 ans de prison, il y aurait fait la rencontre de guérisseurs condamnés pour exercice illégal de la médecine. S'inspirant de leurs savoirs, il aurait bâti sa fortune et sa réputation de quimboiseur jusqu'à être considéré comme le plus grand sorcier des Petites Antilles. Pourtant, le 22 février 1965, le sexagénaire est retrouvé mort dans sa salle de bain. Il aurait laissé pour dernière confession une lettre : « J’ai fait du mal à 402 personnes et je le regrette ».
Peu après sa mort, beaucoup de témoignages se sont affrontés sur la nature du personnage, les uns attribuant sa mort à un pacte avec le Diable, les autres le considérant ni plus ni moins comme un habile arnaqueur.

## Le quimbois dans les arts et les sciences

### Littérature

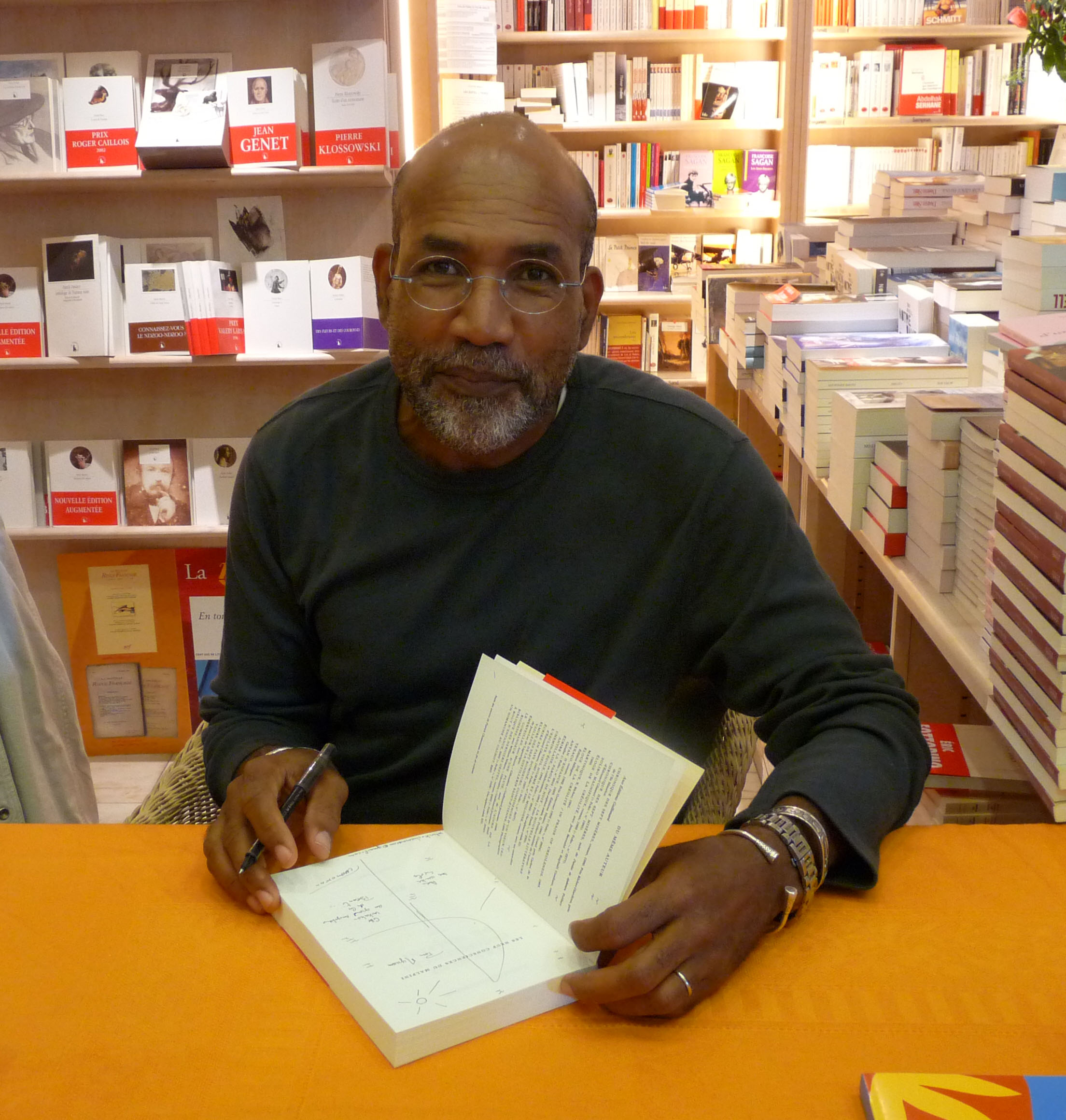
Patrick Chamoiseau, auteur de nombreux ouvrages mettant en scène le quimbois martiniquais

Dans un premier temps, le quimbois a été utilisé, au même titre que le vaudou, comme une forme de magie librement déformée pour plaire à un public européen en quête d'exotisme. Un exemple typique est le roman de Jean Normand, Les faiseurs de Quimbois, paru en 1945 (OXYMORON Éditions).
Ce n'est que tardivement que les auteurs antillais revendiqueront cet héritage. Il s'agira en particulier des auteurs de la créolité, un mouvement littéraire inspiré par Edouard Glissant, et dont les représentants les plus connus sont Raphaël Confiant, Patrick Chamoiseau, Jean Bernabé et Maryse Condé.
- Joseph Zobel, La Rue Case-Nègres, Présence Africaine, 1950
- Patrick Chamoiseau, Chroniques des Sept Misères, Paris, Gallimard, 1986.
- Patrick Chamoiseau, Texaco, Paris, Gallimard, 1992.
- Raphaël Confiant, Commandeur du sucre, Ecriture, 1994.

Il se trouvait au fond de l'habitation, en un côté où la terre s'enroulait sur elle-même avant de s'élancer en morne sous un nœud de raziés. Et là, ainsi, comme ça, tout bonnement, il vit du coco de ses z'yeux ce que tout averti aurait bien aimé voir : un Mentô. Excuse la précision, mais afin de comprendre, il faut savoir qu'avec les hommes de force (l'Histoire les appelle quimboiseurs, séanciers ou sorciers), surgissait parfois la Force, et c'était s'il-te-plaît, Le Mentô. (...) Un Mentô dit la parole, n'a jamais souffert du fouet ou du cachot ; à l'heure des fers et de la barre on les oubliait net ; les envies méchantes de qui que ce soit ne s'exerçaient jamais contre eux. Et c'était là (s'il fallait savoir les trouver) l'insigne même des Mentô. Ils vivent parmi les hommes sans bruit et sans odeur, en façons d'invisibles. (Extrait de Texaco de Patrick Chamoiseau, 1992)
En octobre 2023, la pédiatre et auteure Louisiane Romain publie son premier roman La Nuit du Soukougnan, Orphie, 2023, transposant à notre époque les légendes autour du soukougnan.

### Sciences humaines: essais, témoignages et enquêtes anthropologique
Au même titre que les autres spiritualités afrocaribéennes, le quimbois a fait l'objet de nombreuses enquêtes anthropologiques :
- André Gayot et Maurice Messegué, Ce soir le diable viendra te prendre : la sorcellerie aux Antilles, Robert Lafont, 1968
- Gerson Alexis, Vodou et quimbois : essai sur les avatars du vodou à la Martinique, Port-au-Prince, Editions Fardin, 1976.
- Ary Ebroïn, Quimbois, magie noire et sorcellerie aux Antilles, Paris, Jacques Grancher, 1977.
- Eugène Revert, La magie antillaise, Paris, Bellenand, 1951 ; Annuaire international des Français d'Outre-mer, 1977.
- Hermann Perronnette, Neuf histoires de quimbois : faits vécus de sorcellerie aux Antilles, Fort-de-France, Desormeaux, 1982.
- Simonne Henry Valmore, Dieux en exil : Voyage dans la magie antillaise, Paris, Gallimard, 1988.
- Philippe Chanson, « Le magico-religieux créole comme expression du métissage thérapeutique et culturel aux Antilles françaises », Religion et créolité, 2009, p27-51.
- Hector Poullet, Kenbwa An Gwada. Kenbwa. Le Tout-Monde magico-religieux créole, Caraïbéditions, 2013.
- Patrick Taylor et Frederik I. Case, The Encyclopedia of Caribbean Religions, University of Illinois Press, 2013.